# Música da Bahia
A música da Bahia diz respeito à produção musical do estado brasileiro da Bahia, em suas diversas manifestações. Inclui portanto as músicas típicas e ali originadas, as realizadas por artistas baianos que se destacaram em outras terras e as de artistas naturais de outros estados mas que vieram a basear sua carreira na Bahia.
Com marcada influência africana, alguns gêneros musicais foram originados na Bahia, a exemplo do samba e do axé.  Há também criações locais como o trio elétrico e a guitarra baiana, bem como forte associação com criações africanas como o berimbau. A produção musical é marcada pelo pioneirismo com nomes como Xisto Bahia (primeiro disco gravado no país), Assis Valente (primeiro a compor uma música junina), Luiz Caldas (precursor do axé), passando por João Gilberto (a inaugurar a bossa nova), Gilberto Gil e Caetano Veloso (com o Tropicalismo) e Bob Joe no country/sertanejo, às introduções rítmicas da batucada do Olodum. 
Há expoentes em vários outros gêneros: como Waldick Soriano e Anísio Silva no brega, na MPB com Dorival Caymmi (compositor da canção O Que É que a Baiana Tem?), e Simone, Raul Seixas ou Pitty (no rock) e grupos musicais de grande sucesso como É o Tchan!, Timbalada, Novos Baianos, entre muitos outros. Do século XVI ao XXI, a música na Bahia possui uma rica história em todos os ritmos e vertentes, mesclando influências e influenciando a produção artística e cultural brasileira. Mesmo a principal iniciativa de preservação memorial da música brasileira é fruto do trabalho do baiano Ricardo Cravo Albin. A vanguarda musical, com a criação dos Seminários Internacionais de Música da UFBA em 1954  por Hans Joachim Koellreutter, teve reconhecimento nacional e internacional e gerou vários expoentes.
O rico cadinho musical da capital baiana fez com que em 2016 Salvador fosse a primeira cidade brasileira a integrar a Rede de Cidades Criativas na categoria "música" da Organização das Nações Unidas para a Educação, a Ciência e a Cultura (Unesco); na solenidade de entrega do título a cantora Margareth Menezes ressaltou: "Salvador merece muito esse título. Toda a história da música brasileira tem nascimento em Salvador, onde funcionou a primeira escola de música do país. Portanto, a gente merece muito isso e muitas outras coroações". Em 2020 o título foi confirmado pela Unesco, após quatro anos de acompanhamento das ações implementadas na cidade.

## Histórico: dos primórdios ao século XX

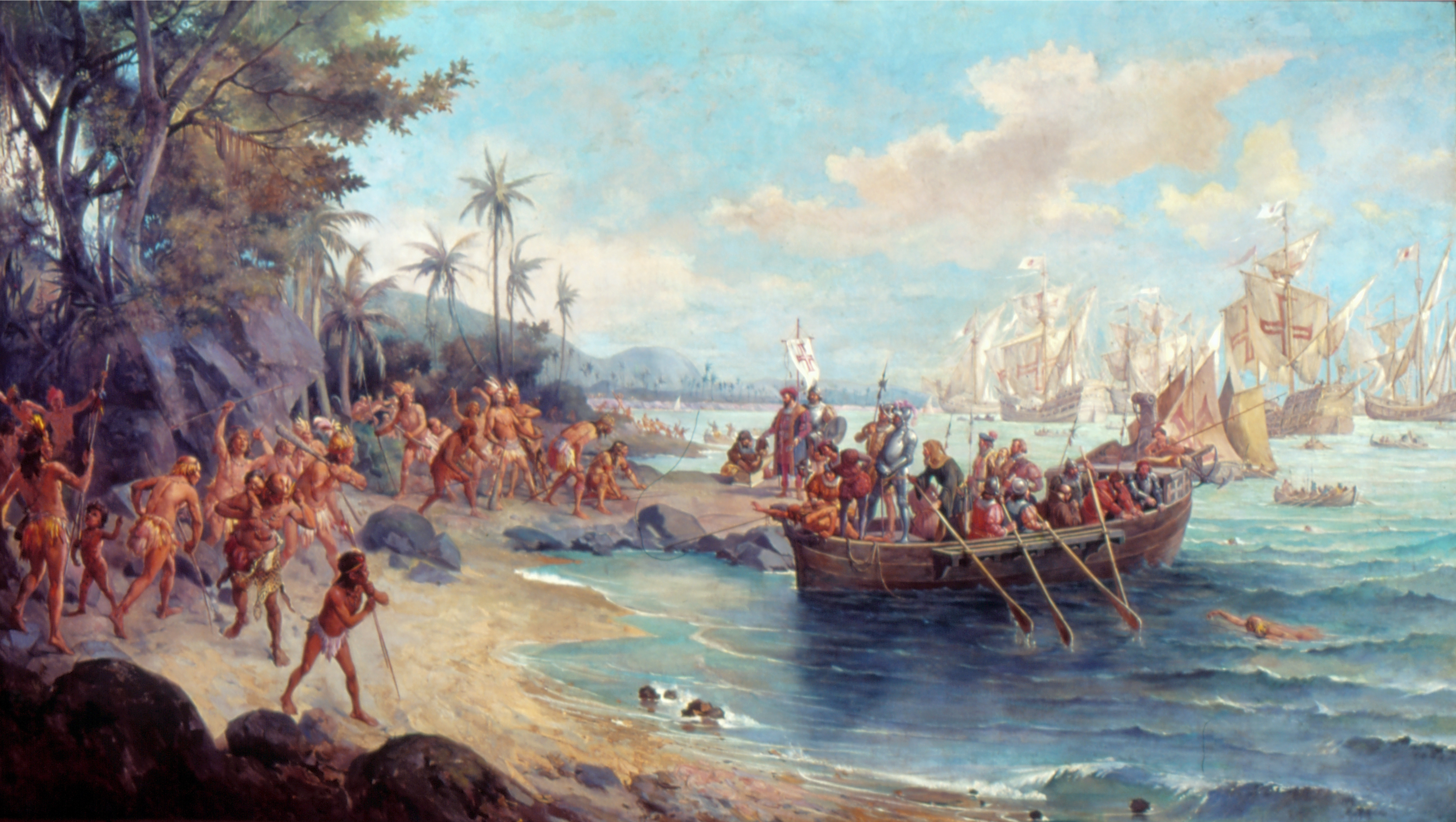
Desembarque de Cabral em 1500, na Bahia: Caminha fez o primeiro registo da música nativa.

Já quando aportou na Bahia a frota de Pedro Álvares Cabral ficou registrada, na Carta de Pero Vaz de Caminha, que a música fazia parte dos povos indígenas do lugar, que "dançaram e bailaram, com os nossos” e que “além do rio andavam muitos deles dançando e folgando”, bem como “depois da missa quando nós sentados atendíamos à pregação, levantaram-se muitos deles e tangeram corno ou buzina e começaram a saltar e dançar um pedaço”.
O projeto "Impressão Musical na Bahia" da Universidade Federal da Bahia vem realizando o inventário das obras musicais produzidas na Bahia no período a partir do ano de 1850 até onde o prazo de manutenção dos direitos autorais vigorem (inicialmente até 1933); com a mudança do precursor da historiografia musical brasileira Guilherme de Melo para o Rio de Janeiro, este levou consigo sua coleção para integrar o acervo do Instituto Nacional de Música e fez com que a formação de um acervo da "musicologia histórica baiana" somente viesse a ser retomada no final do século XX. A despeito das pesquisas empreendidas, e de as metas iniciais haverem sido superadas, o projeto constatou que houve perdas irremediáveis de grande parte da memória musical do estado; o acervo recuperado está sendo disponibilizado pela internet.
Da formação dos primeiros núcleos de povoamento da colonização portuguesa no Recôncavo baiano e Salvador, primeira capital da colônia, até a metade do século XX quando os principais artistas precisavam sair do estado para obterem reconhecimento, a Bahia apresenta um rico histórico de contribuição para a música brasileira.

### Século XVI
Desde o século XVI que a música erudita desempenhou um importante papel na vida sociocultural da Bahia, a partir do Recôncavo, onde se instalaram os primeiros povoadores da colonização; isto se deu em razão das festas e eventos religiosos, bem como da profusão de irmandades.
Com a vinda do primeiro governador-geral das terras "descobertas", Tomé de Sousa, com ele também vieram os primeiros jesuítas, sob direção do padre Manuel da Nóbrega e com estes João de Azpilcueta Navarro que, além de haver sido o primeiro a usar o idioma nativo em suas pregações, adaptou para o "canto de órgão" os cantos religiosos dos índios; com ele teve início o uso da música como instrumento de "domesticação" dos nativos, aproveitando-se do interesse que estes tinham pela arte e assim facilitar o trabalho das missões.
Em 1549 foi criado o bispado de Salvador, primeiro do Brasil, pelo Papa Júlio III e em 1552 toma posse D. Pero Fernandes Sardinha, de cuja comitiva integrou o Antônio Rodrigues que foi o primeiro músico de formação, ocupando a função de "mestre de capela" e professor de musica no colégio jesuíta.
Em Carta d'El Rey de 4 de dezembro de 1551 foram criados os cargos de chantre e dois "moços do coro"; o primeiro chantre foi o capelão da Sé, o clérigo Francisco de Vaccas, que faleceu dois anos depois; seguiu-se-lhe a 18 de maio de 1554, João Lopes que ocupou o chantrado até 1560, quando renunciou e assumiu Ruy Pimenta. Nova Carta Régia de 15 de junho de 1559 criava a função de Mestre de Capela, sendo esta ocupada pelo músico Bartolomeu Pires; foram criados mais dois cargos de "moços do coro" e o de organista, sendo o primeiro destes o padre Pedro da Fonseca; atendia-se, assim, à necessidade de se executar um repertório polifônico; estas funções persistiram pelo século seguinte.
Os índios Tupinambás vinham de suas aldeias para receber o treinamento musical (e também aprendiam a ler, contar e cantar) no Colégio de Salvador, recebendo uma formação renascentista europeia, "sendo capazes de ler música e de tocar instrumentos diversos, além de cantar em solo ou em conjunto, misturando música vocal com instrumental" e, como registrou Afrânio Peixoto, "participavam de procissões, folias, vésperas e missas solenes em canto de órgão (música polifônica), constituindo-se assim a primeira formação musical de que se tem notícia, orientada pelos dogmas, tradição e estrutura da música européia, realizada em Salvador e estendendo-se, posteriormente, a todo o território brasileiro".
Registros há que, na parte popular, afora esta origem voltada ao ensino religioso, era comum manter-se um negro ou mulato a servir nas bandas ou nas serenatas pela aristocracia colonial; em 1728 um viajante francês relatou que no Convento de Santa Clara do Desterro as monjas "...tocavam até mais não poder diversos instrumentos; desde a harpa até o pandeiro e se exercitavam na narração, tanto satírica quanto sentimental, das intrigas galantes dos oficiais da guarnição, dos quais alguns as cortejavam..."
O padre Fernão Cardim descreveu os festejos natalinos da capital baiana de 1583: "Tivemos pelo Natal um devoto presépio na povoação, aonde algumas vezes nos ajuntávamos com boa e devota música, e o irmão Barnabé nos alegrava com seu berimbau".

### Século XVII: o samba nasce na Bahia

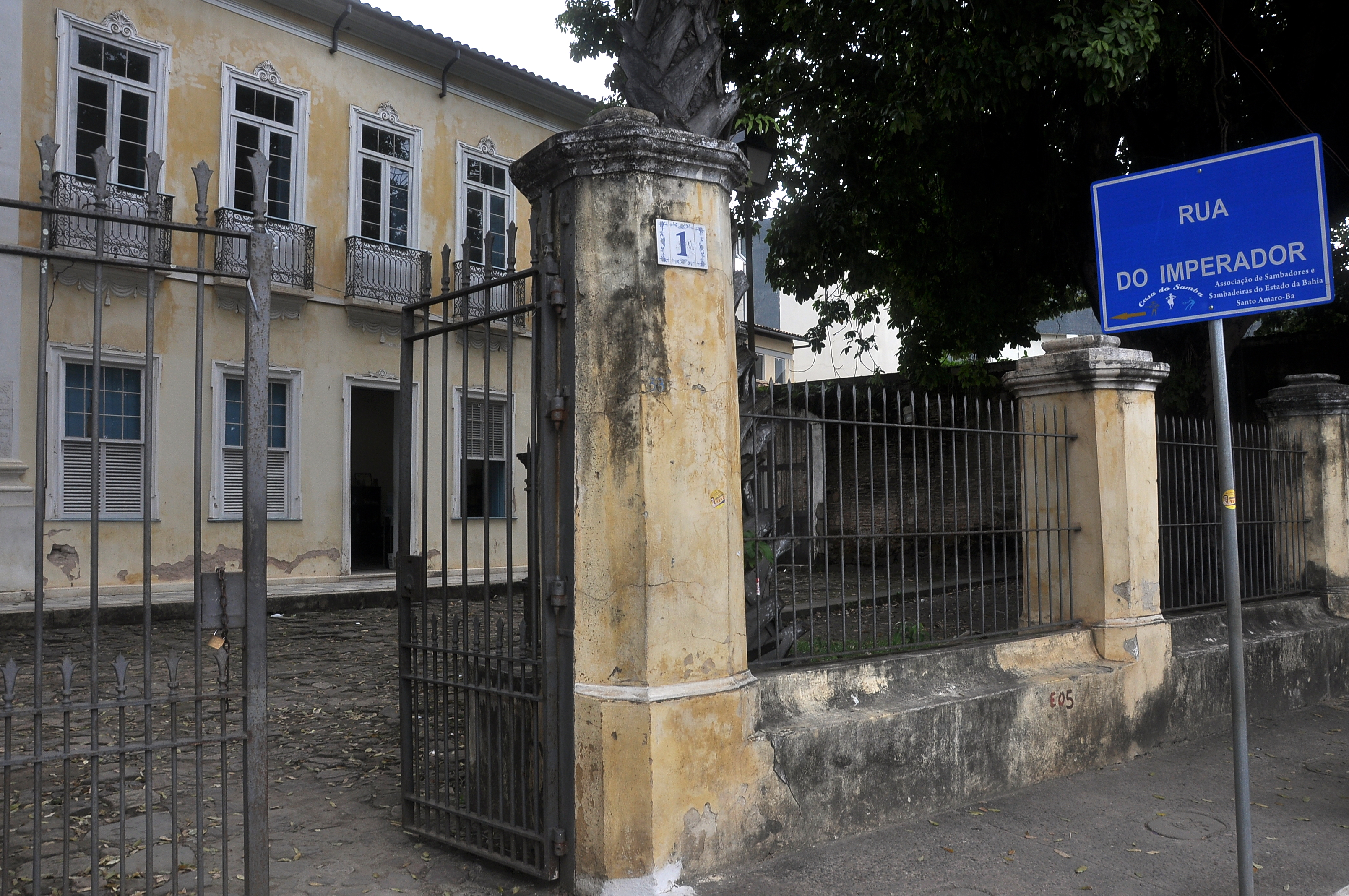
Casa do Samba, em Santo Amaro.
Rita Barreto - Bahiatursa

Diz a Organização das Nações Unidas para a Educação, a Ciência e a Cultura (UNESCO): "O Samba de Roda, que envolve música, dança e poesia, é um evento festivo popular que se desenvolveu no Estado da Bahia, na região do Recôncavo, durante o século XVII. Baseava-se fortemente nas danças e tradições culturais dos escravos africanos da região", aos quais se mesclaram a influência portuguesa na língua e na poesia, bem como com alguns dos instrumentos utilizados e que, levado para o Rio de Janeiro, veio a se tornar o samba urbano que se tornou um dos símbolos de identidade brasileira no século XX.
Era uma dança que se praticava em festas religiosas populares, tanto afro-brasileiras quanto católicas e também em lugares comuns, e todos os presentes eram convidados a tomar parte, sendo sua principal característica a formação de um círculo onde principalmente as mulheres dançavam no seu interior enquanto outras formavam uma roda, também dançando e marcando a cadência com palmas, com bastante improviso na coreografia, sendo marcante a "umbigada" - de clara influência bantu - no qual a dançarina do centro convida outra para lhe tomar o lugar. Embora seu primeiro registro com o nome de "samba de roda" tenha ocorrido por volta de 1860, suas origens remontam ao século XVII.
Em 2008 a Unesco realizou o tombamento do samba de roda como patrimônio imaterial cultural da humanidade. O pesquisador Jorge Portugal ressaltava, em 2016: “O samba tem mais de 400 anos. Ele nasceu do batuque dos escravos, que virou samba de roda, ainda hoje com representantes autenticíssimos"; a despeito do reconhecimento da Unesco e do Instituto do Patrimônio Histórico e Artístico Nacional (IPHAN), ainda faltava naquele ano o reconhecimento estadual.

### Século XVIII
Nos registros históricos que traz no seu romance Sinhazinha, Afrânio Peixoto narra a viagem empreendida do alto sertão no começo do século XVIII por Timóteo Spínola que, indo visitar Portugal onde nascera, desfilou por Salvador, então a maior cidade das Américas, com uma banda de música composta por escravos e toda fardada – algo que nem a cidade colonial possuía na época, segundo ele.
Em Salvador se produziu em 1759 a mais antiga obra musical erudita conhecida do Brasil, um "Recitativo e ária", de autor desconhecido e oferecida a José Mascarenhas Pacheco Pereira Coelho de Melo; nela se destacam o caráter laico e não religioso e, ainda, o fato de ser escrita em português, e não no latim então usado. Em 1760 a cidade assistiu a uma duradoura comemoração pelo casamento da princesa Maria Francisca com seu tio, o príncipe D. Pedro, que durou por dois meses de comemorações públicas. Já no seu terceiro dia um relato registrou, com a grafia da época: "ao som de armoniosos instrumentos dançarão se alguas danças communs com toadas e modas da terra que bastantemente satisfizerão aos que contentes se achavão, neste universal espetaculo de gozo e prazer". Houve apresentação de óperas, serenatas, canto coral e muitas outras manifestações musicais durante esses dias, inclusive um carro alegórico sobre o qual havia "um coro de música... ao som de temperados instrumentos".

### Século XIX: guerras, música e abolição

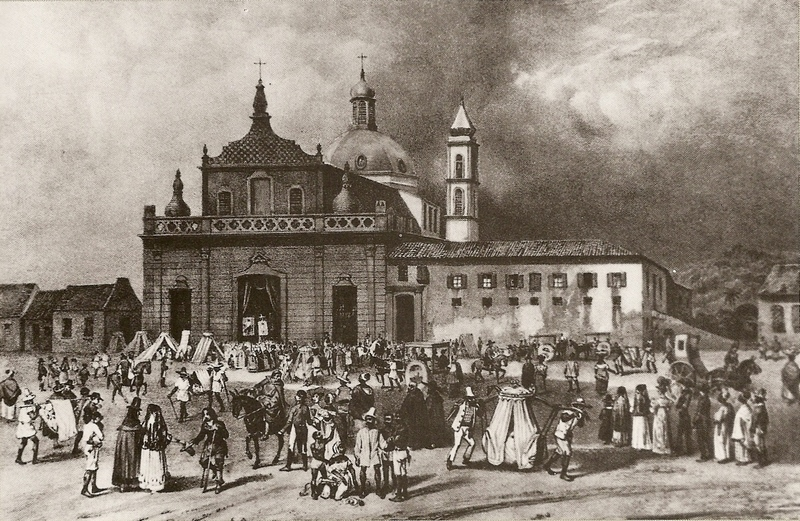
Praça da Piedade, Salvador, começo do século XIX (Rugendas)

Relatos de viajantes como Maria Graham dão conta da participação dos negros na musicalidade baiana, no começo do século XIX; assim é que esta inglesa, testemunha das lutas pela Independência da Bahia (1821-1823), registrou: “os negros e mulatos são os melhores artífices e artistas. A orquestra da ópera é composta no mínimo de um terço de mulatos”. Dança e música foram ainda presença na vida dos escravos; além dos batuques e lundus, muitos dos senhores os designavam para aprenderem a arte; também o canto era uma presença durante os trabalhos forçados, o que também foi registrado pelos visitantes estrangeiros.
Nascido em 1807, Domingos da Rocha Viana viria a se tornar um dos grandes nomes da música baiana; principiou seu aprendizado na Guarda Nacional, e participou das lutas da Independência onde foi ferido em batalha perto do Engenho Mussurunga pelo que foi condecorado e adotou o nome do lugar como seu, passando a chamar-se Domingos Mussurunga; foi professor de música desde os vinte anos e um dos membros da "Academia de Música", entidade de breve duração (de 1830 a 1836) da qual também faziam parte Damião Barbosa de Araújo e José Pereira Rebouças; em 1837 participou da revolta da Sabinada, para a qual compôs o "Hino da Revolução", o que lhe rendeu a prisão e posterior absolvição; seu talento logo obteve reconhecimento na Corte, apresentando-se no Teatro São Pedro de Alcântara num concerto em que também mestres da "escola baiana" apresentaram aberturas sinfônicas.

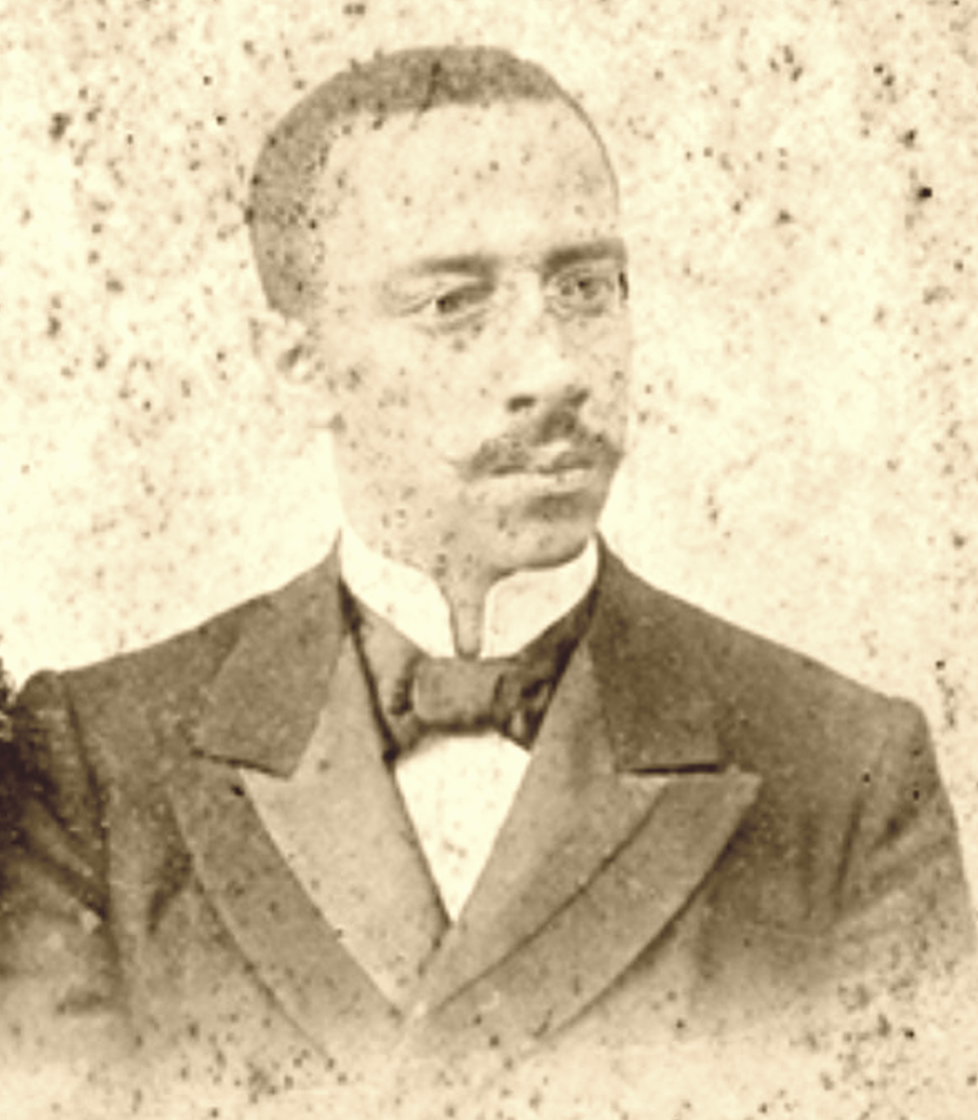
Alípio Rebouças, um dos talentos líricos do final do século XIX.

Mussurunga publicou em 1834, com o pseudônimo de "Artinha Mussurunga", um "Novo Compêndio de Música" - tornando-se assim um dos primeiros brasileiros a ter um livro de pedagogia musical; em 1841 compôs um Te Deum em homenagem à coroação de D. Pedro II e em 1846 sugeriu à assembleia da província a criação de um conservatório; além das obras sacras, compôs letra e música de dueto bufo "A Negra do Mungunzá", várias vezes encenado na capital baiana; deixou muitas modinhas, lundus, quadrilhas e valsas, sendo patrono da Cadeira 11 da Academia Brasileira de Música. Já seu contemporâneo José Rebouças, irmão do Conselheiro Rebouças e tio do abolicionista André Rebouças, em 1828 "deixou a Bahia para ir estudar música instrumental em Paris; mais tarde, recebeu o título de mestre em harmonia e contraponto no conservatório de Música de Bolonha" e "ao voltar à Bahia, virou maestro da Orquestra de Teatro em Salvador”. Tinha a capital baiana em meados do século uma população superior a seiscentos mil habitantes, dos quais mais de quarenta por cento era de escravos, boa parcela destes era versado em música, tocando algum instrumento.
A partir da metade do século várias associações musicais foram criadas na capital e cidades do Recôncavo, sobretudo formadas por homens negros livres ou libertos onde, além da prática musical, questões políticas como a abolição eram debatidas; em Cachoeira no ano de 1889 havia quatro entidades musicais formadas em anos anteriores, como a Orphesiana Cachoeirana fundada em 1857 por José de Sousa Aragão ou a Sociedade Orpheica Lyra Ceciliana de Tranquilino Bastos em 1870, ainda em atividade (tendo celebrado seus cento e cinquenta anos em 2020). Tranquilino passou à história como o "Maestro da Abolição".
No final do século brilharam no cenário lírico figuras como o violinista e maestro Adelelmo Nascimento ou o pioneiro do saxofone no país, Alípio Rebouças, ambos também compositores, que tiveram seu grande talento reconhecido sobretudo quando da primeira visita de Carlos Gomes a Salvador, em 1880.

### Final do século XIX: o samba levado ao Rio de Janeiro
|                                              |  |                                           |
| Tia Ciata: o samba baiano no Rio de Janeiro. |  | Xisto Bahia, o primeiro sucesso nacional. |

Em 17 de junho 1872, Hilário Jovino Ferreira, pernambucano criado na Bahia, chega ao Rio de Janeiro e ali encontra um rancho que o faz recordar dos bailes pastoris comuns em terras baianas, especialmente na capital onde culminavam com festejo no dia 6 de janeiro no bairro da Lapinha. Hilário se juntava, na então capital do Império, ao grupo de baianos que iria forjar e expandir para todo o país uma cultura popular que mais tarde seria "um elemento identificador da nossa nacionalidade, o samba", no dizer de Lisboa Jr.
Dentre estes precursores do samba no Rio do século XIX merece destaque a baiana Tia Ciata, oriunda do Recôncavo e iniciada no Terreiro da Casa Branca, que levou ao Rio de Janeiro o samba que se praticava na Bahia e, em sua casa, tiveram origem expressões típicas do samba carioca como "partido-alto" e "fundo de quintal".
O primeiro grande nome nacional da música baiana é o de Xisto Bahia que, na segunda metade do século XIX e começo do seguinte apresenta-se não somente no estado natal, mas excursiona pelo Norte e Nordeste; não somente no teatro mostra seu talento, mas sobretudo nas modinhas e lundus, dentre os quais alcança grande sucesso "Ainda e Sempre", com versos do poeta caetiteense Plínio de Lima; foi sua mais famosa composição e sobre ela o pesquisador Guilherme de Mello (baiano, primeiro historiador da música brasileira) registrou que é "...verdadeira epopeia de seu sentimento lírico, vê-se com que delicadeza ele percorria todas as gradações do sentimento melódico, ora majestoso nos graves, ora encantador nas modulações, ora sublime nas falsas, ora agindo num movimento patético, ora ainda extasiado numa firmata!", ressaltando que isto fazia "sem conhecer uma só regra de composição!"; esta canção alçou-o ao sucesso também no Sul.
Assim como Xisto Bahia e Hilário Jovino, também levou para o Rio de Janeiro o jeito baiano de dançar e cantar Getúlio Marinho, que na capital baiana desfilava nos ranchos que percorriam suas ruas durante o carnaval.  Ali, frequenta as casas das "tias baianas", da quais a mais importante foi a Tia Ciata; além desta havia Perciliana Maria Constança (que era mãe do João da Baiana), Amélia Silvana de Araújo (mãe de Donga), Carmen do Xibuca, Bibiana, dentre muitas outras que, caracterizadas de saia rodada, pano da costa, turbante e apetrechos, vendiam seus quitutes no centro e tinham grande respeito por serem mães e filhas-de-santo no terreiro de João Alabá, e foram ao redor de quem se firmou o ritmo que hoje é símbolo nacional brasileiro.

### Início do século XX: a Bahia no sul

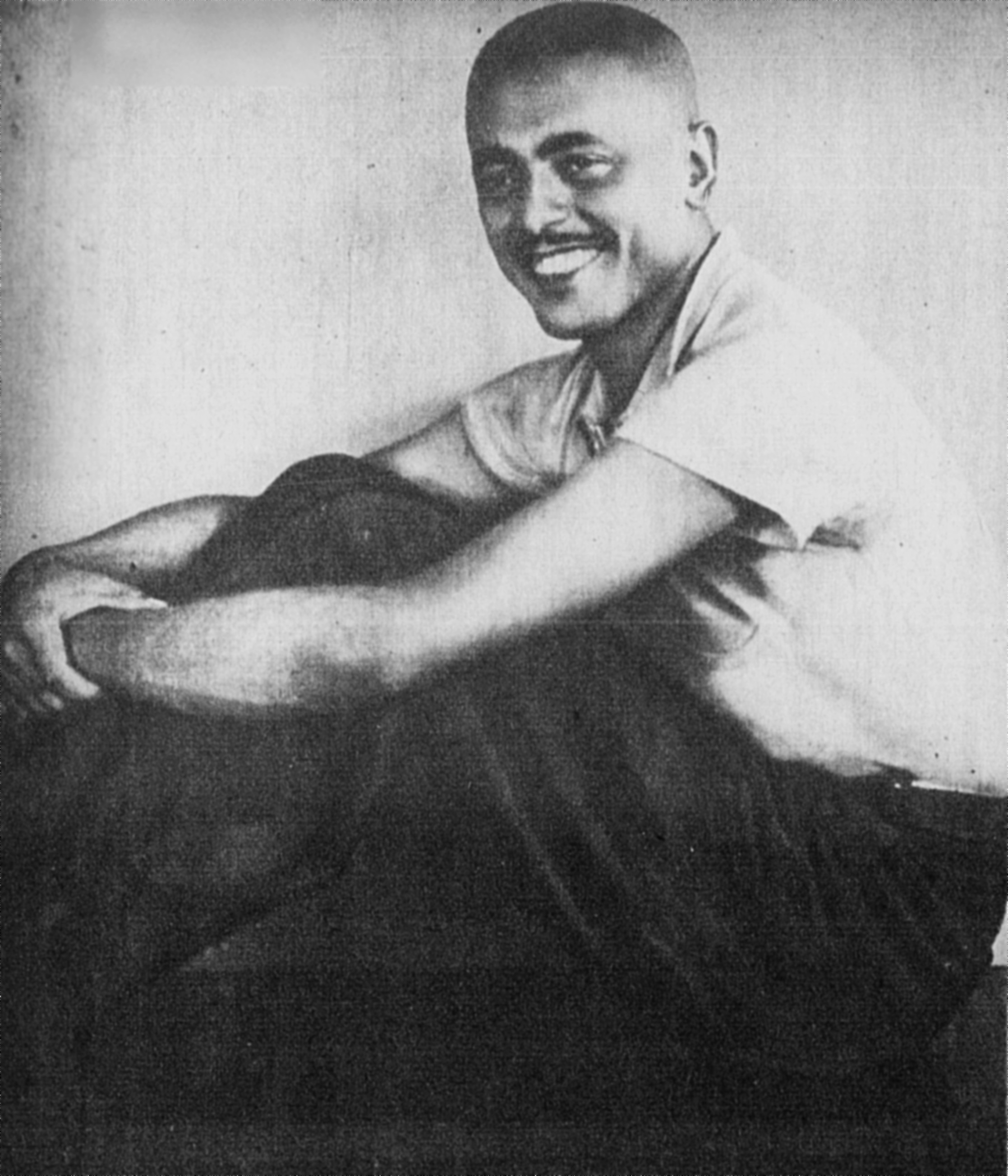
Assis Valente, em 1938, uma vida atribulada no Rio

Josué de Barros, violonista e compositor, foi quem descobriu Carmem Miranda; além disto, foi considerado o primeiro no país a excursionar pela Europa apresentando ali a música popular brasileira; Barros foi, ainda, quem primeiro levou aos discos no ano de 1930 e anunciada como "batuque africano" uma canção contendo elementos do ijexá, intitulada "Babaô Miloquê", acompanhado da Orquestra Victor Brasileira regida por Pixinguinha, que também foi o arranjador.
Hilário Marinho foi quem primeiro levou aos discos a religiosidade africana, também em 1930, numa gravação pioneira da qual participaram duas filhas-de-santo; suas canções foram gravadas por grandes nomes da música brasileira, a exemplo de Francisco Alves, Aurora Miranda, Henricão, Orlando Silva, Moreira da Silva, etc.; de sua autoria é uma das primeiras marchinhas juninas, sucesso na voz de Chico Alves: "Pula a Fogueira"

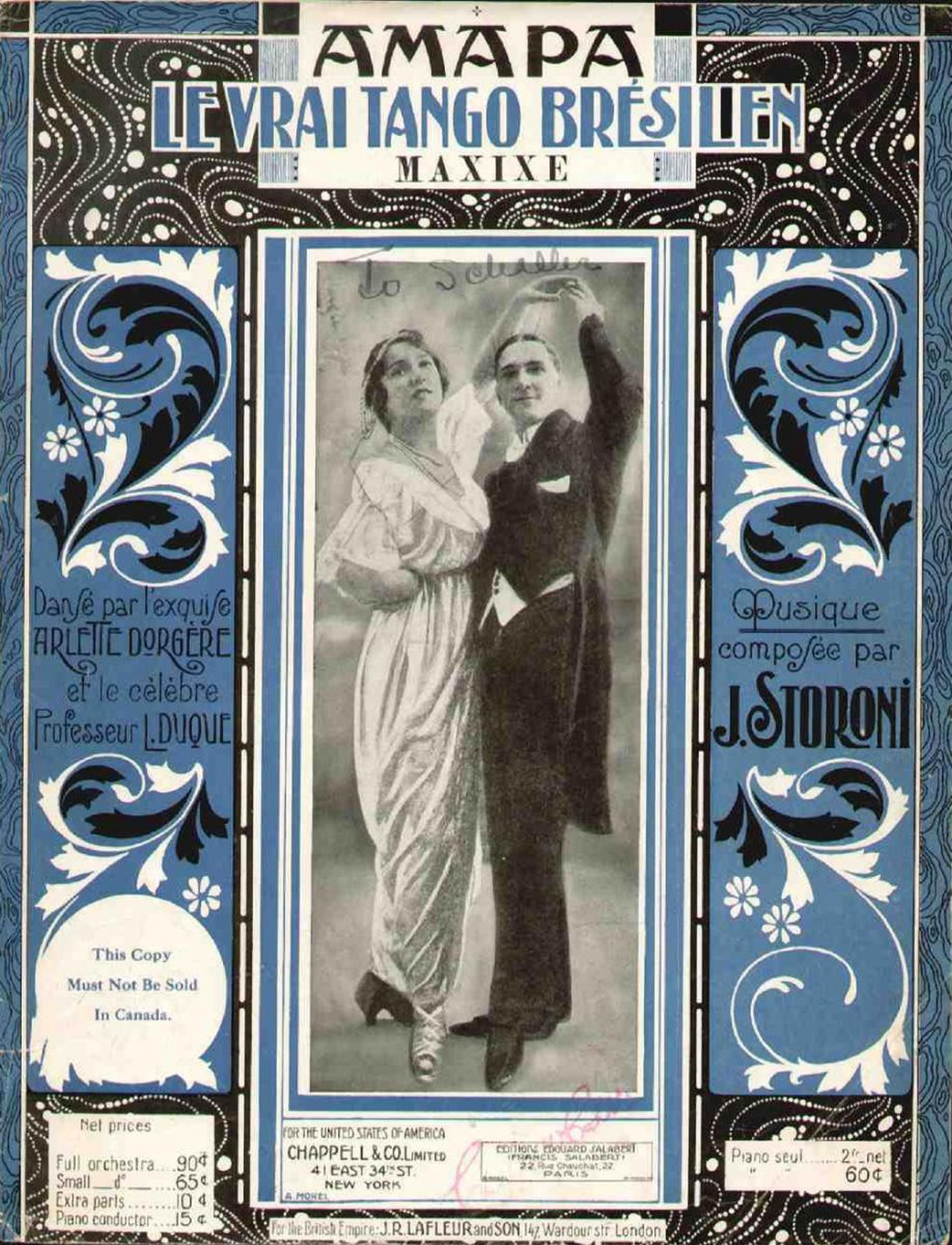
O par de dançarinos Dorgère e Duque, na edição estadunidense do maxixe Amapá, 1913.

Antonio Lopes de Amorim Diniz, conhecido como "Duque", foi dançarino e compositor que rompeu preconceitos contra o maxixe, ritmo contra o qual se erguera escandalizado seu conterrâneo de Salvador Ruy Barbosa quando a então primeira-dama do país, Nair de Tefé, levara em 1914 ao Palácio do Catete a pianista Chiquinha Gonzaga, proferindo na tribuna do Senado discurso onde qualificava o maxixe como "a mais baixa, a mais chula, a mais grosseira de todas as danças selvagens, a irmã gêmea do batuque, do cateretê e do samba. Mas nas recepções presidenciais o corta-jaca é executado com todas as honras da música de Wagner...", refletindo todo o preconceito com que as elites do país tratavam a música popular; já em 1909 o dentista Duque, após abandonar a profissão para viver como artista, partira a Paris junto a Josué de Barros e Artur de Castro; enquanto esses dois desistem da empreitada, Duque monta um estúdio de dança na capital francesa, imprimindo ao maxixe passos parecidos ao tango; logo fica conhecido e faz par com várias dançarinas de sucesso, como Arlette Dorgère até ter em Gaby Deslys sua parceira e a se apresentar não apenas nas principais casas de espetáculo parisienses, mas diante de reis, como Jorge V e do Papa Pio X - fazendo o maxixe a dança da moda na Europa; em 1915, um ano após a fala de Ruy ao Senado, Duque e sua parceira excursionam pela América do Sul, a começar pelo Rio de Janeiro; ali, convence o magnata Arnaldo Guinle a patrocinar o grupo Oito Batutas de Pixinguinha para que, como ele, levassem à Europa os ritmos populares brasileiros. Dentre suas composições de maior sucesso está o maxixe "Cristo Nasceu na Bahia", em parceria com Sebastião Cirino, interpretada por Dalva Espindola (irmã de Aracy Cortes).
Um dos grandes nomes baianos que, no Rio, ajudaram na formação da música popular brasileira foi, sem dúvida, José de Assis Valente; nascido em 1911 (o local é incerto: ele mesmo dizia ter sido em Salvador, no Campo da Pólvora ou num distrito de Santo Amaro da Purificação), com seis anos de idade foi entregue à família de um dentista da cidade de Alagoinhas, onde trabalhava em serviços domésticos; mudando com ele para Salvador, consegue trabalho no Hospital Santa Isabel; talentoso em trabalhos manuais, foi matriculado no Liceu de Artes e Ofícios; sua "saga" pela Bahia começa quando é demitido de um hospital da cidade de Senhor do Bonfim e, juntando-se ao Circo Brasileiro, viaja pelo interior do estado onde declamava poemas e improvisava quadras com sucesso; após essa fase mambembe, volta para a capital onde forma-se protético no Liceu e, ambicioso, muda-se para o Rio em 1927 e em 1932 seu samba "Tem Francesa no Morro" que foi gravado por Aracy Cortes; mas foi com Carmen Miranda e a gravação de Good bye, boy que teve seu primeiro sucesso; autor da primeira canção tipicamente junina, é autor de uma das mais regravadas canções natalinas: "Boas Festas"; versos como "Vestiu uma camisa listrada e saiu por aí / Em vez de tomar chá com torrada ele bebeu Parati", de "Camisa Listada" mostram não somente sua genialidade, mas um drama pessoal: Valente vendia suas composições, e tinha seu trabalho reivindicado por outros; endividado, matou-se em 1958, depois de outra tentativa fracassada de suicídio; seu trabalho jaz nunca integralmente conhecido, contrariando seus versos em "Brasil Pandeiro": "Chegou a hora dessa gente / Bronzeada mostrar seu valor".
Outro compositor baiano que, como Assis Valente, tentou a sorte no Rio de Janeiro e morreu na pobreza foi Humberto Porto; seu maior sucesso - "A Jardineira" - é uma marchinha cantada sempre no carnaval; desde seu lançamento em 1939, entretanto, sofreu com acusações de plágio do cancioneiro popular; ele, efetivamente, se inspirou num refrão existente em Mar Grande, quando em 1937 ele visitara a ilha de Itaparica; suicidou-se em 1943, uma semana depois de receber a notícia da morte do pai na Bahia.

### Dorival Caymmi: a Bahia levada ao mundo

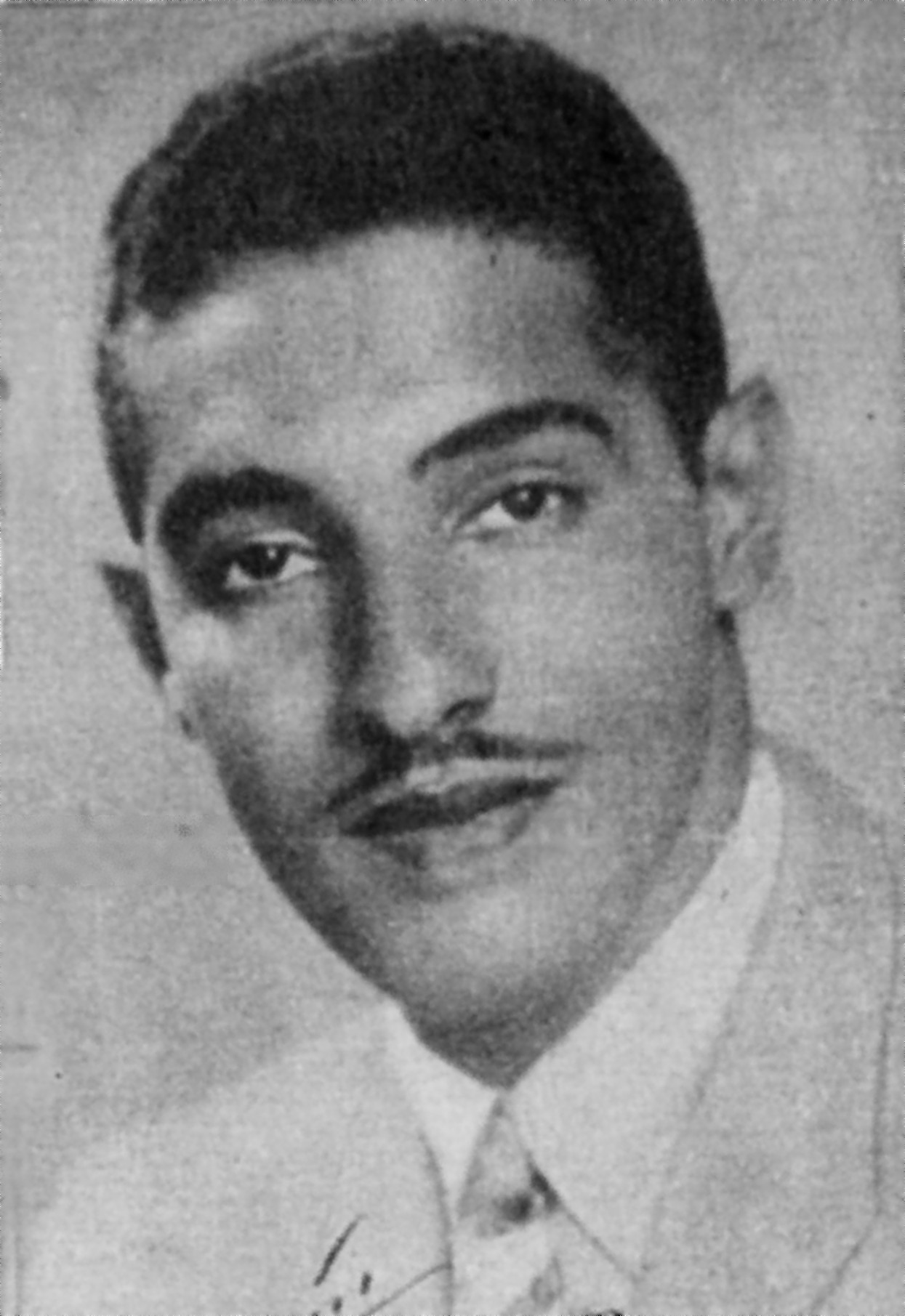
O jovem Dorival Caymmi, mais um baiano no "Sul".

Nascido em 1914, Dorival Caymmi teve a música como matriz já em casa: seu pai, o funcionário público Durval Henrique Caymmi, era multi-instrumentista tocando violão, bandolim e piano; já na adolescência, entretanto, junto ao amigo José Rodrigues de Oliveira (Zezinho), acompanhavam todos os acontecimentos culturais da capital baiana até que ambos em 1934 vão à Rádio Clube da Bahia onde Dorival acaba sendo contratado; monta a seguir, tendo Zezinho como participante, seu primeiro conjunto, o "Três e Meio"; em 1936 vence um concurso promovido pelo jornal "O Imparcial" e Rádio Comercial; convencendo a família de que seu destino era a música, parte em 1938 para o Rio onde obtém uma carta de recomendação do Assis Valente e, com ela, se apresentou a César Ladeira, sem sucesso.
Passando dificuldades, consegue trabalho na revista O Cruzeiro e frequenta lugares do meio artístico como o Café Nice e, da amizade ali conseguida com Ubirajara Nesdan é apresentado a Lamartine Babo que o introduz no rádio carioca; foi, contudo, de trabalhos no cinema que ganhava força, ao lado da cantora Carmen Miranda, que Caymmi ganhou projeção em obras como Alô, Alô, Brasil!, Alô Alô Carnaval e Banana da Terra - este último consagrando o compositor com O Que É que a Baiana Tem?; a Bahia foi no artista a grande fonte de inspiração: as lendas, a religião, as tradições dos pescadores, os "cartões postais" de Salvador, eram sua inspiração, como a Lagoa do Abaeté.
Com seu estilo "praieiro" Caymmi "baianizou" o Rio; e fez mais: introduziu um estilo musical próprio, o cantor e o violão numa integração quase cinematográfica, antecipou outro ritmo que viria a revolucionar a música no Brasil — a Bossa Nova, e inspirando outro baiano que foi um de seus criadores, João Gilberto. O sucesso internacional da música O Que É que a Baiana Tem? de Caymmi significou um marco na história musical do país.

### João e Astrud Gilberto: a Bahia conquista o mundo
|                                               |  |                          |
| João Gilberto e Stan Getz em Nova York (1972) |  | Astrud Gilberto, em 1966 |

Considerado o "pai da bossa nova" o juazeirense João Gilberto inaugurou o novo ritmo com o álbum de 1959 Chega de Saudade, com a música homônima de Tom Jobim e Vinícius de Moraes, de forma que em 1962 o governo brasileiro financiou seu show no Carnegie Hall de Nova York como tentativa de exportar o música brasileira; dois ano depois, ao lado de Stan Getz, gravou o álbum mais executado no ano de 1964 que rendeu ao baiano quatro Grammy Award e a venda de mais dois milhões de discos.
“Joãozinho de Patu”, apelido com que era conhecido na cidade natal e em referência à alcunha de sua mãe, Petronília, João nasceu numa casa que até sua morte foi a secretaria de cultura do município; ali viveu até os 18 anos quando se mudou para Salvador (passando ainda por Aracaju, em Sergipe e Diamantina, em Minas Gerais), sempre visitando a terra natal para rever amigos, de forma discreta como era de sua índole: ali começara a tocar violão aos doze anos de idade, quando sua mãe lhe dera um instrumento de presente.
Como registrou Ruy Castro na obra Chega de Saudade: A História e as Histórias da Bossa Nova, havia na frente da casa natal do músico um grande tamarindeiro onde os jovens se reuniam para tocar e cantar: “Nas últimas rodas de violão sob o tamarineiro, assim que decidiu ir embora de Juazeiro, Joãozinho fazia um ar gaiato, abria os braços e, antecipando o que o esperava em Salvador, anunciava para os amigos: ‘Champanhe, mulheres e música, aqui vou eu!’. E foi”, registrou Castro, sobre a mudança de João para a capital do estado, em 1947, onde iria estudar e ficaria somente dois anos.
Recluso nos últimos anos, ainda assim João mantinha contato com os amigos como o também baiano Tuzé de Abreu que musicara versos dele escritos ainda na infância; nas visitas feitas ao seu apartamento no Rio de Janeiro, gostava de lembrar dos tempos vividos no interior; João Gilberto realizou o penúltimo show de sua vida na capital baiana, em 2008. João Gilberto deixou um legado musical em Juazeiro, além do Centro de Cultura local que leva seu nome: junto a outros nomes ali nascidos, que vieram sob a sua influência artística, como Luiz Galvão e Ivete Sangalo, outros ali tiveram sua formação musical básica, como é o caso de Targino Gondim que, mesmo fazendo sucesso, não deixaram de morar na cidade e declarou: "A cidade e o Rio São Francisco contribuem para essa musicalidade. Crescer à beira desse rio é sinônimo de ter todas as referências desses grandes artistas". Ali ocorre um Festival da Canção que homenageia  Edésio Santos, violonista e amigo de infância do criador da bossa nova.
Filha do alemão Fritz Weinert com a caetiteense Evangelina, a soteropolitana Astrud foi a primeira esposa de João Gilberto, com quem teve o filho João Marcelo. Sua versão em inglês de "Garota de Ipanema" fez com que fosse a primeira mulher a ganhar o Grammy de Música do Ano, em 1965. O álbum de 1963 Getz/Gilberto, onde Astrud canta em duas faixas, "colocou o Brasil no mapa" no dizer de Roberto Muggiati. Stan Getz diria, num comentário sexista e falso, de que havia "descoberto" Astrud que até então seria uma "dona de casa" - ela em verdade aprendera música desde cedo, sua mãe tocava bandolim e, na adolescência, convivera com músicos como Carlos Lyra, Oscar Castro Neves, Roberto Menescal, Ronaldo Bôscoli e fora amiga de Nara Leão que a apresentou a João. Eles se casaram a seguir, ele com 28 anos e ela 19, e o casal se apresentava regularmente com os amigos. Era admiradora do jazz desde nova, gravou alguns discos nesse ritmo nos Estados Unidos, onde passou a viver após separar-se de João, vencendo mais um Grammy e figurando em dois filmes.

## Carnaval e trio-elétrico

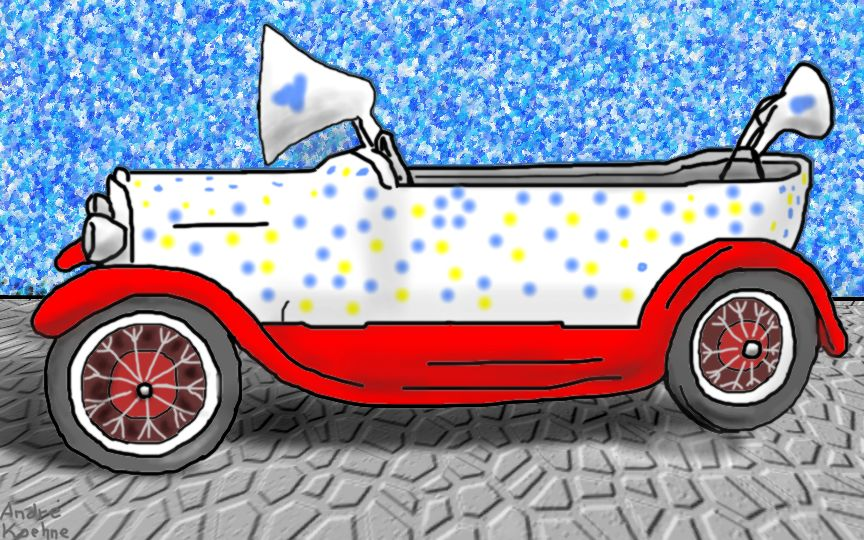
Ilustração da "fobica", primeiro trio elétrico.

O carnaval teve início no país como uma substituição aos embates do Entrudo em que os negros tinham ocasião de manifestarem-se, por volta das duas últimas décadas do século XIX; era uma forma de as elites introduzirem costumes europeus, "civilizadores", como os bailes e desfiles; a evolução da festa na Bahia, entretanto, fez gerar uma verdadeira "indústria" que movimenta a economia e milhares de pessoas, numa transformação própria que distingue o festejo dos demais, e que teve seu primeiro elemento "inovador/renovador" com a invenção do trio elétrico; até esse advento, o carnaval baiano era dividido em dois: o carnaval das elites, com seus bailes e préstitos pelas ruas principais e o popular, composto por negros e mestiços, formado por blocos e afoxés, cordões e batucadas que ficavam distantes dos bairros "nobres" da cidade.
A história do trio elétrico teve início com a passagem por Salvador do Clube Carnavalesco Misto Vassourinhas do Recife, desfilando pelas principais vias da cidade e atingindo tal furor que uma multidão acompanhou a banda; isto se deu no dia 29 de janeiro de 1951, uma semana antes do carnaval; entre os foliões estavam Osmar Macedo e seu amigo Dodô, a quem propôs tocarem aquele ritmo durante o desfile momesco. Para isso, prepararam um velho carro Ford 1929 (apelidado localmente de Fobica) como palco móvel: sobre ele adicionaram dois alto-falantes aos quais ligaram o "pau-elétrico" (mais uma invenção da dupla, a guitarra baiana), tudo alimentado por um gerador de 2 kW.
Assim, tendo pintado o carro com motivos carnavalescos, Dodô e Osmar (tendo por motorista Olegário 'Muriçoca'), seguidos por seis percussionistas, juntaram-se ao desfile de carros no domingo de carnaval, sendo igualmente seguidos por uma multidão, tal como ocorrera com o grupo pernambucano; assim teve início uma nova forma de se comemorar o festejo, com a participação popular: um trio elétrico que arrastava uma multidão - até então adstrita a assistir aos desfiles dos "corsos" de automóveis das classe mais abastadas. Também ali surgia um novo estilo musical, adaptado, que recebeu o nome de "frevo de trio" (ou, ainda, frevo novo ou frevo baiano).

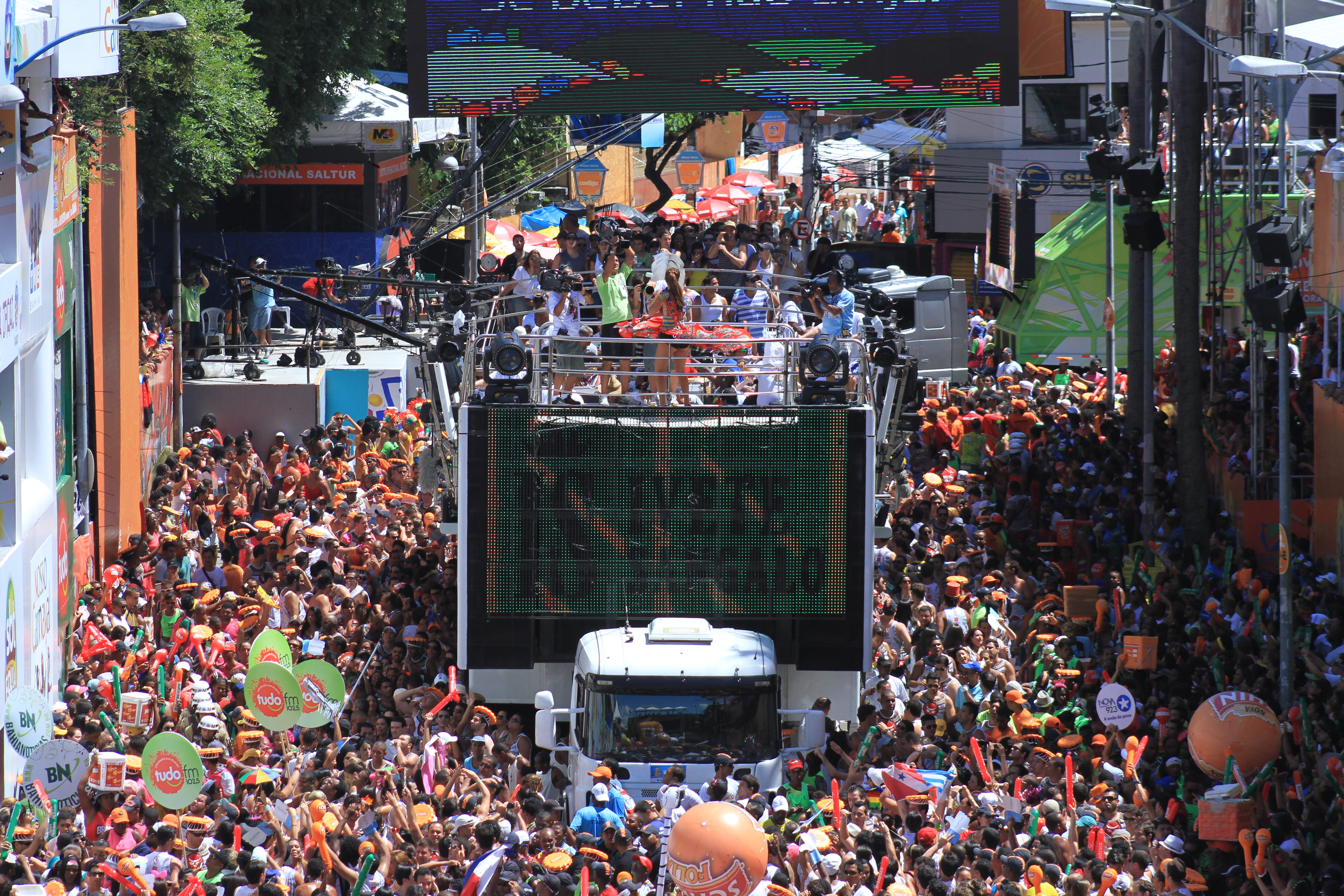
Multidão segue o trio Coruja, em Salvador

A inovação seguiu no ano seguinte com a adição aos dois músicos de Temístocles Aragão, tocando um triolim (violão tenor), também eletrificado: o dueto passava assim a chamar-se trio elétrico, desfilando sobre um Chrysler Fargo; o sucesso da iniciativa atraiu o apoio comercial da fábrica de refrigerantes Fratelli Vita e em 1953 já tinham um caminhão com geradores, luzes e oito alto-falantes fazendo com que nos anos seguintes mais e mais equipamentos similares surgissem, e consolidando esse modelo de palco móvel que tiveram "clássicos" como o Trio Tapajós de Orlando Campos, e atualmente comportam mais de duas dezenas de músicos, dançarinos e cantores.
Na década de 1970 o cantor Moraes Moreira rompeu com a tradição dos trios elétricos exclusivamente instrumentais, inaugurando a figura do "cantor de trio", que iria revolucionar a história musical baiana e criar todo um mercado novo. Esta década marcou ainda o surgimento dos blocos afro, com a participação em 1975 do Ilê Aiyê, fundado por Vovô do Ilê, e o ressurgimento dos afoxés com os Filhos de Gandhy (embora fundado em 1949, ao começo desta década estava praticamente desativado).
O trio, assim, além de promover uma mudança no lugar onde a festa carnavalesca ocorre, com a população marginalizada festejando em áreas antes reservadas para as elites, acaba por revolucionar também o universo musical: além de ser ele próprio um novo gênero, abriu caminho para um "hibridismo musical sem precedentes, com a incorporação de estilos variados como o rock and roll, reggae, ijexá, etc., e que resultaria, nos anos 1980, na chamada axé music".

### Micareta, uma invenção baiana

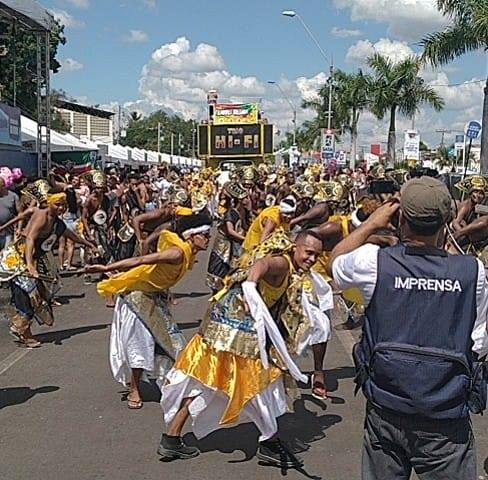
Bloco afro na Micareta de Feira de Santana.

A “micareta” é uma invenção tipicamente baiana; hoje chamada de “carnaval fora de época”, esse modelo de festa momesca foi “exportado” para outros locais a partir da década de 1980, mantendo um formato que privilegia a festa de carnaval soteropolitana, com blocos e trio elétrico.
Sua matriz original coincidia com a festa francesa Mi-carème ("meio da quaresma", em livre tradução) que ocorria na mesma data de outra festividade popular lusa, a Serração da Velha e que, como o carnaval, tinha sua realização variável conforme a data da Páscoa católica; no começo do século XX os comerciantes de Salvador, preocupados com a diminuição das festas carnavalescas, introduziram a Mi-carème na cidade, para ocorrer após o jejum pascoal, num único dia, tendo seu primeiro registro em 1914, organizado pelo clube Fantoches da Euterpe e com adesão de vários outros grupos carnavalescos como blocos, cordões, afoxés, etc.
A ideia desse carnaval além da data tradicional já bem cedo foi copiada em cidades do interior, a primeira delas Jacobina, e com registros antigos em Vitória da Conquista, vindo entretanto a florescer em Feira de Santana, considerada por muitos como o “berço” da micareta. O termo “micareta” em si surgiu na capital baiana por meio de um concurso realizado na década de 1930, escolhido entre várias alternativas: “Refolia, Micareta, Carnavalito, Arlequinada, 1° Festa Outonal, Mascarada, Bicarnaval, Precarême, Brincadeira e Remate”, onde o neologismo vencera por três votos.
Realizado em muitas cidades baianas, o carnaval fora de época segue a matriz do carnaval baiano, ocorrendo em várias partes do Brasil (a exemplo do Carnatal de Natal, da Micarande de Campina Grande, Marafolia de São Luís entre muitas outras), levando a fórmula “bloco de trio” originada na Bahia.

### Maragogipe e Rio de Contas: carnaval das antigas

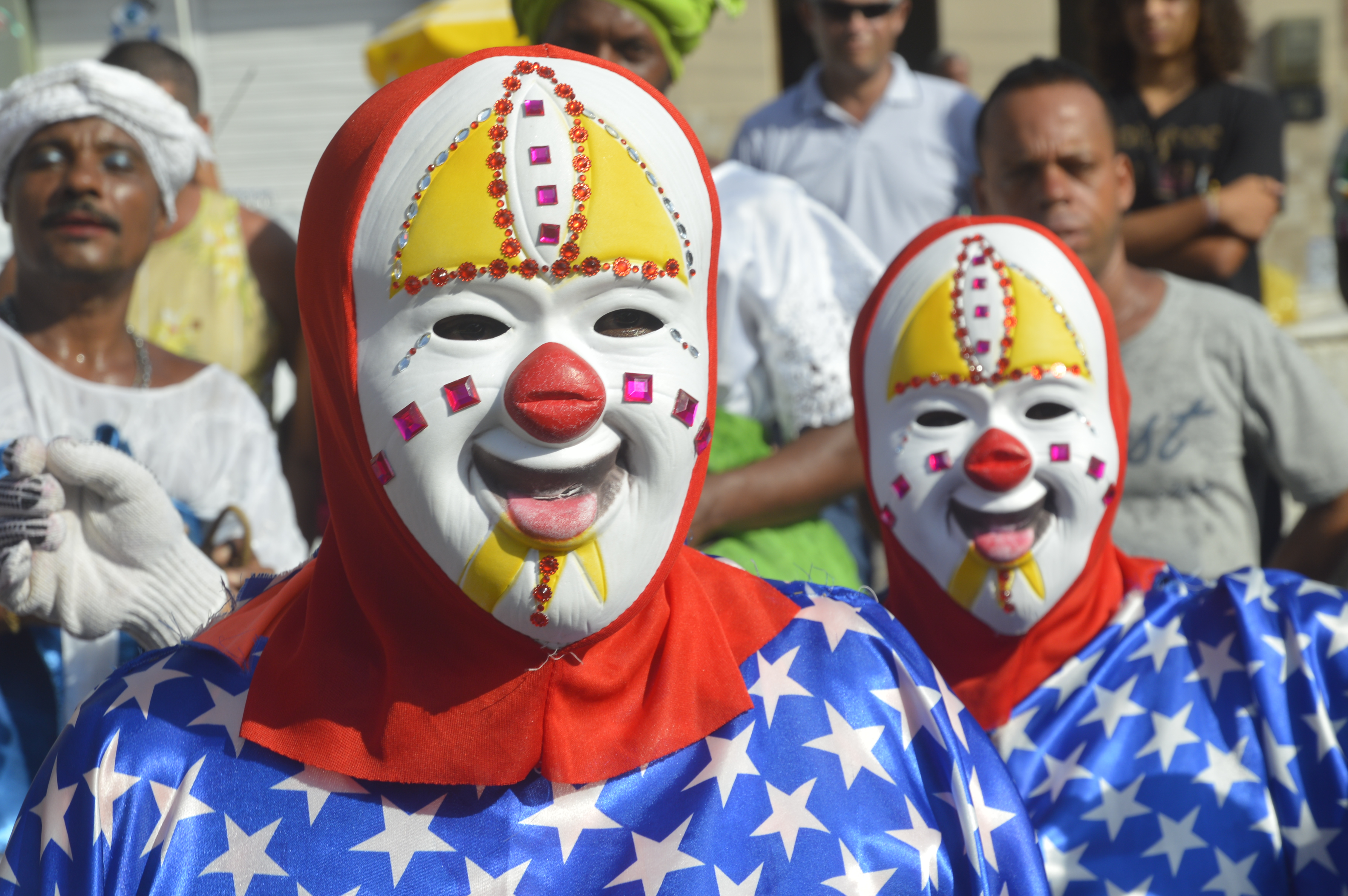
Mascarados em Maragogipe

A cidade de  Maragogipe, no Recôncavo, é marcado pela presença de mascarados fantasiados. É um patrimônio cultural imaterial estadual, tombado pelo IPAC desde 2008. Tem suas raízes nos antigos entrudos de rua aos quais foram acrescidos elementos dos carnavais europeus, com desfiles, grandes bailes públicos e o comércio de máscaras e fantasias.
No interior do estado, nas alturas da Chapada Diamantina, a histórica cidade de Rio de Contas realiza, anualmente, aquele que é considerado o mais importante carnaval da região sudoeste da Bahia, atraindo turistas de todas as partes. O carnaval dessa cidade é um dos mais tradicionais do estado. A folia ali se dá "à moda antiga": mascarados e bandinhas tocando frevos e marchinhas desfilam por suas ruas históricas, embora em palcos ocorram shows com ritmos mais modernos. A festa se constitui uma opção para aqueles que gostam de tranquilidade durante a comemoração, longe dos centros onde ocorrem as grandes festas, como na capital Salvador.

## Brega in Bahia

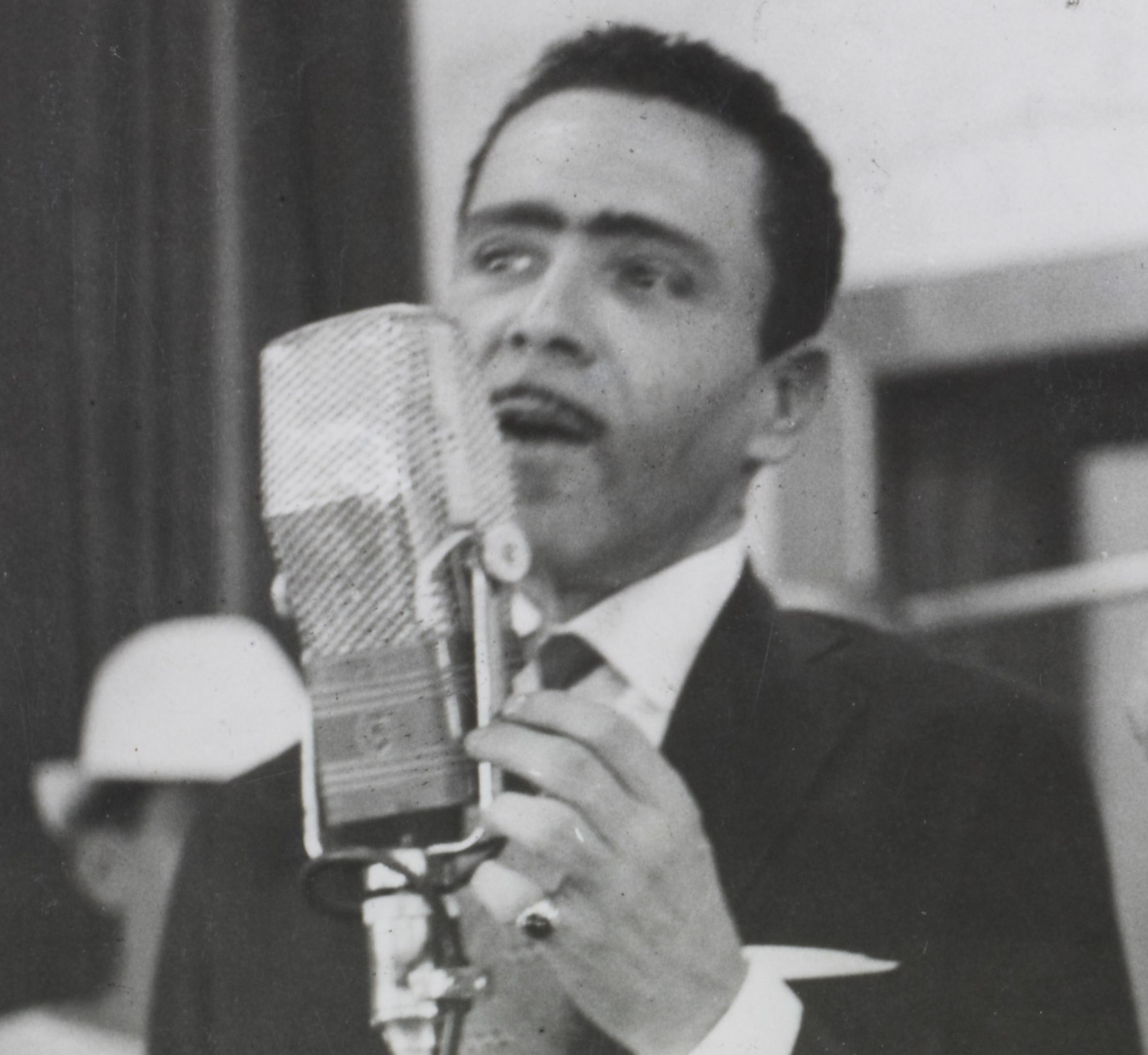
Anísio Silva, em 1959, um dos grandes nomes da música romântica.

Não existe, propriamente, um estilo musical chamado "brega", já que ele engloba uma gama variada de artistas e estilos musicais; entretanto, há uma identificação entre os apreciadores e mesmo artistas quanto ao nome; como ritmo, ele não existe, possuindo como características comuns "rimas fáceis e palavras simples, num arranjo musical sem grandes elaborações", sendo mais "banal, óbvia, direta, sentimental e rotineira possível, que não foge ao uso sem criatividade de clichês musicais”; neste sentido, Waldick Soriano declarou em 2008 não aceitar o rótulo: “Concordar, a gente não concorda. Porque brega é usado para falar de casa de prostituição. Nesses lugares, as pessoas ouvem música romântica, mas não só nos bregas. Faço música romântica, as pessoas gostam disso”.
Exemplo da mudança de percepção face ao termo tem-se com a banda Colher de Pau que, final do século XX, conseguiu a proeza de, no auge do sucesso da axé music, emplacar seu tecnobrega que chamavam de "pop rural", com músicas que faziam uma miscelânea de estilos que iam do brega cult, forró e sertanejo, aliados com performances ao estilo Mamonas Assassinas (cujo lider, Dinho, era baiano de Irecê); tiveram, num levantamento feito em março de 1999, sua canções mais executadas do que os maiores sucessos da axé, como Chiclete com Banana ou Daniela Mercury.

### Bolero do sertão para o Brasil

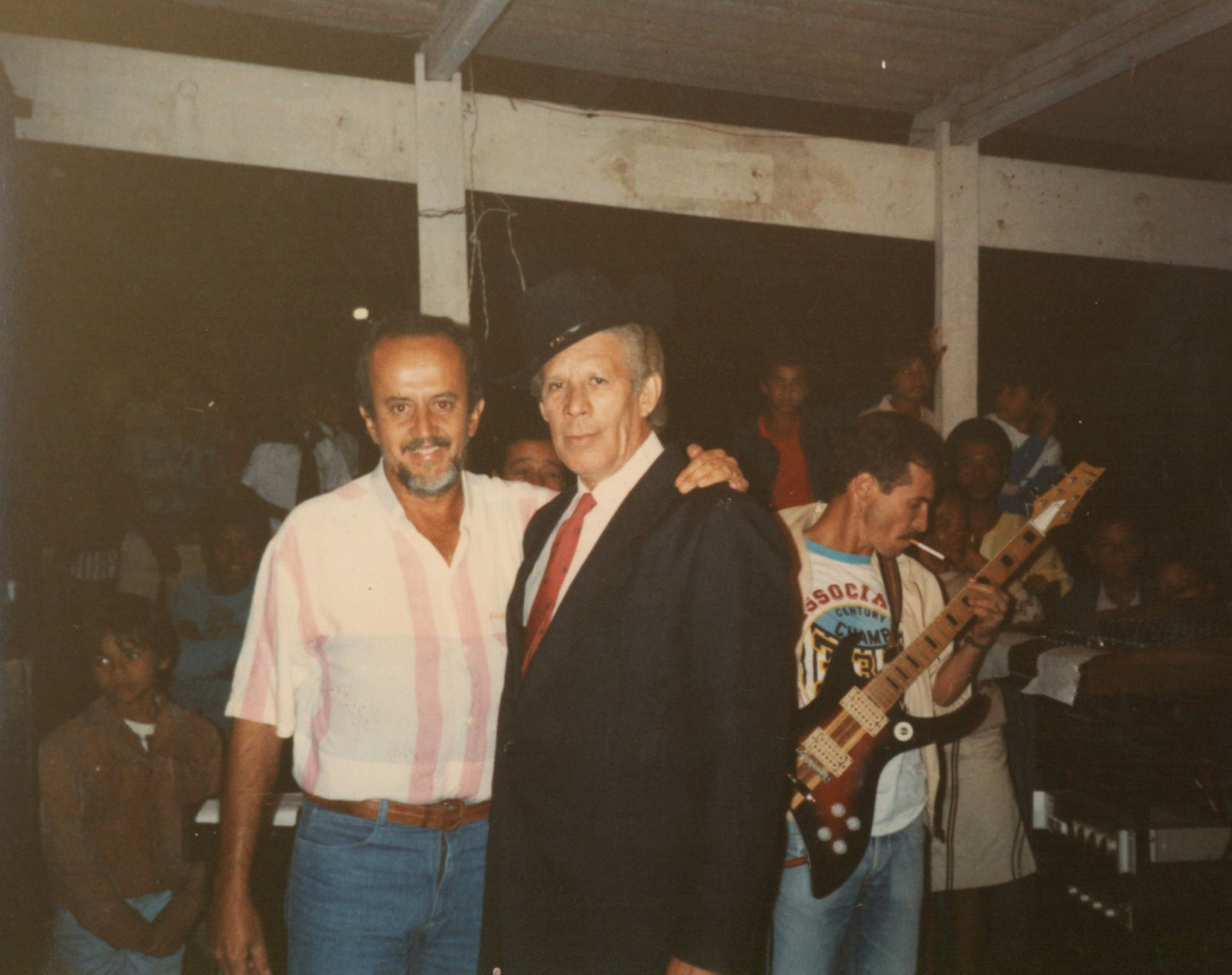
Waldick se apresenta na Festa do Dois de Julho de 1987, na cidade natal

O bolero era moda na década de 1950; o estilo veio marcar a trajetória de dois grandes artistas baianos - Anísio Silva e Waldick Soriano -  ambos vindos da mesma região do sertão baiano (Rio do Antônio e Caetité, respectivamente).
Anísio iniciou sua carreira em 1952 e, apesar de a Revista do Rádio realizar uma pesquisa deste 1950 sobre os boleros mais executados, o cantor baiano passou a aparecer nas pesquisas apenas a partir de 1957; a despeito disto foi o nome que mais vezes ocupou o topo das paradas, figurando por dezesseis vezes no topo da lista dos boleros mais executados na década de 1949 a 1959 (e superando nomes como Emilinha Borba que, embora figurando também por dezesseis vezes, não tinha no bolero seu estilo maior); seus maiores sucessos então foram “Sonhando contigo”, "Abismo", "Interesseira", dentre outros. Foi o "primeiro artista brasileiro a receber disco de ouro".
Waldick Soriano acabou sendo um artista menosprezado, mas com uma importância musical inegável na música brasileira. Neste sentido Zeca Baleiro registra ter sido ele um "compositor fabuloso"; tornou-se figura "folclórica" mais como intuito de menosprezar seu real valor: "personagem cafona, com cara de durão, óculos escuros e chapéu de Durango Kid", Baleiro registrou que "...eternizado como o cantor das dores de corno e autor do clássico brega (e folclórico) Eu não sou cachorro, não, havia (há) um compositor fabuloso cujo repertório de canções passionais não deixa a dever a nenhum dos gigantes hermanos, como Agustín Lara e Rafael Hernández, consagrados autores de bolero com reconhecimento internacional" e termina por aclamar — "Viva Waldick Soriano, quiçá o mais brasileiro de todos os artistas brasileiros!".

### Arrocha, brega "made in Bahia"
O Arrocha, ritmo assumidamente "brega", colocou a cidade de Candeias no mapa musical do Norte e Nordeste como a "Terra do Arrocha", por concentrar os primeiros artistas que se consagraram no ritmo a partir do ano 2000, quando as músicas "seresteiras" e de forte apelo popular fizeram grande sucesso e se espalharam nas duas regiões do país a partir das periferias baianas, consagrando nomes como Tayrone, Silvano Salles, Nara Costa, Márcio Moreno e Pablo; alguns conjuntos também se destacaram no estilo, ganhando maior ou menor projeção, como Asas Livres, Pra se Envolver ou Ardente Paixão, e de Itabuna a Banda Vingadora, misturando arrocha com pagodão, obteve nacional sucesso com os chamados "paredões de som".  Outro nome que se destacou no estilo foi Nira Guerreira, da capital do estado, que junto a Nara Costa, disputava o título de "Rainha do Arrocha".
O ritmo, diretamente influenciado pela chamada música brega, surge como variante da seresta e do bolero, carregando na motivação romântica e apelo popular e o nome "arrocha" vem justamente da ; por seu cunho popularesco, esse tipo de música é bastante discriminado; seu nome vem de uma expressão comum no forró, quando os artistas diziam "arrocha o nó" ("aperta o nó") para que os casais dançassem mais aproximados, e "arrocha" passou a ser um comando frequente nas apresentações. Sua influência fez surgir "variantes", como o carioca arrocha funk.

## Tropicalismo
Enquanto a política brasileira vivencia momentos de grande agitação na década de 1960 com a renúncia de Jânio Quadros, movimentos populares e golpe militar, a vida cultural baiana fervilha com a influência da contracultura, o psicodelismo e Beatles, fazendo surgir movimentos como Cinema Novo e a própria Bossa Nova.
Caetano Veloso, então estudante, liderava um grupo formado por sua irmã Maria Bethânia, Gal Costa e Tom Zé; em junho de 1964 eles se apresentam com o show "Nós, Por Exemplo" na inauguração do Teatro Vila Velha em Salvador, alcançando grande sucesso; Gilberto Gil, estudante de administração, conhecera Caetano no final de 1963 mas, formado como primeiro da turma em administração, vai trabalhar numa multinacional em São Paulo; ele se junta ao restante num show de 1965, mas é somente em 1967 que Gil, Caetano, Tom Zé, o maestro Rogério Duprat e os poetas Torquato Neto e Capinam dão início ao movimento tropicalista.
Os artistas baianos ganham projeção nacional; assumindo a condição subdesenvolvida do país, reinterpretam a influência estrangeira sob "uma ótica antropofágica" no dizer do crítico Fred de Góes, e fazem um "questionamento de costumes e comportamentos que ultrapassa a própria música", segundo o mesmo autor. Em 1968 Gil e Caetano são presos e, libertados, voltam para Salvador, partindo para o exílio em Londres no ano seguinte, arrefecendo o movimento que há pouco iniciaram.
Resumindo a importância do movimento na música, Celso Favaretto assinalou: "Pode-se dizer que o Tropicalismo realizou no Brasil a autonomia da canção, estabelecendo-a como um objeto enfim reconhecível como verdadeiramente artístico (...) Reinterpretar Lupicínio Rodrigues, Ary Barroso, Orlando Silva, Lucho Gatica, Beatles, Roberto Carlos, Paul Anka; utilizar-se de colagens, livres associações, procedimentos pop eletrônicos, cinematográficos e de encenação; misturá-los fazendo perder a identidade, tudo fazia parte de uma experiência radical da geração dos 60".

## Rockna Bahia

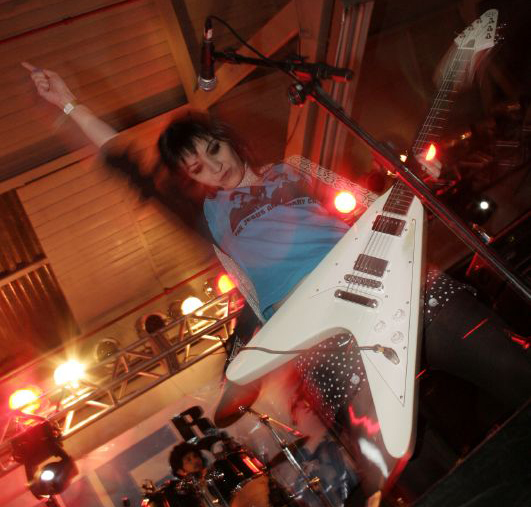
A roqueira Érika Martins, que criou a banda Penélope, um dos nomes do rock baiano.

No cenário musical da Bahia o rock'n roll teve seu início no final da década de 1960 e começo da seguinte; em Salvador o programa exibido pela TV Itapoan, "Poder Jovem" (onde Luiz Galvão conheceu a banda "Leif" de Pepeu Gomes e seu irmão Jorginho, em 1969) e o Cine Roma eram os principais espaços do gênero no estado. Além desses havia a Concha Acústica do Teatro Castro Alves e o Teatro Gamboa, onde bandas como Mar Revolto, Os Cremes e Celibato se apresentavam. Dessas apenas a Mar Revolto conseguiu gravar em disco e se apresentar no Rio de Janeiro. Além de enfrentarem as dificuldades naturais (falta de espaços e de estrutura), tinham constante vigilância dos agentes da ditadura militar, que controlavam e censuravam suas apresentações nos circuitos dos teatros e dos colégios. Essas bandas dividiam espaço muitas vezes com os já consagrados Gil, Caetano, Gal, etc., que entretanto mudavam-se para o sul.
Poucos nomes do rock baiano tiveram repercussão fora do estado — onde figuram grandes exceções como Raul Seixas, Pitty, Novos Baianos, Camisa de Vênus, Maria Bacana e Penélope — mas no cenário local tiveram um histórico de resistência, lutando por reconhecimento muitas vezes quando o cenário musical se concentrava em outros ritmos.

### Raul, o "pai do Rock" do Brasil

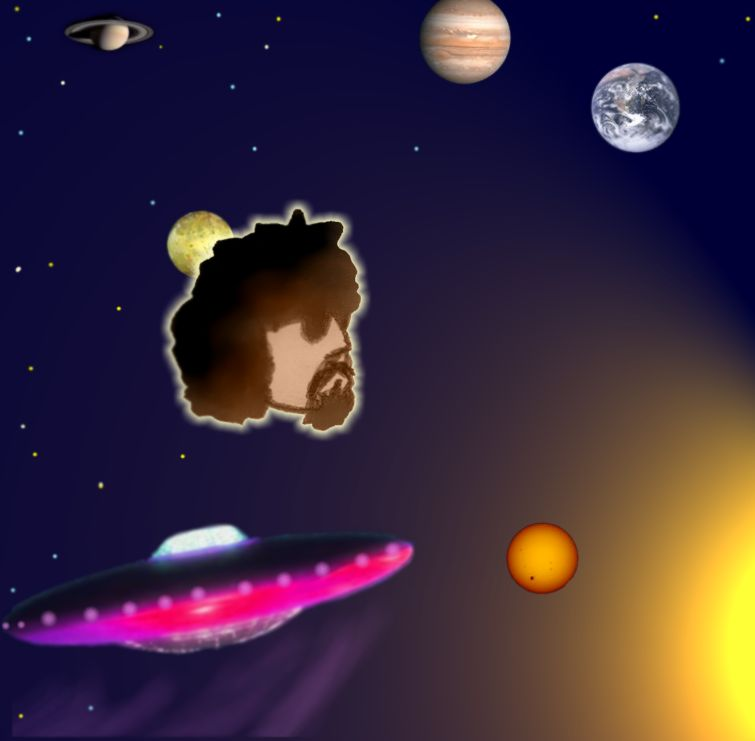
"Universo alternativo", uma proposta anarquista de Raul.

O baiano Raul Santos Seixas ficou consagrado como o "Pai do Rock" brasileiro.
Raul nasceu na capital baiana em 1945 e, graças à amizade com os filhos do cônsul americano na cidade, teve acesso a algo difícil de conseguir no Brasil da década de 1950: discos do novo ritmo que se consagrava com Elvis Presley - a ponto de já naquela época, ainda criança, ter fundado o Elvis Rock Clube e uma banda, a Relâmpagos do Rock; fabricou sua própria guitarra, com peças de um rádio velho ligadas a um violão.
Em 1964 a banda muda de nome para The Panthers, logo alterado para Raulzito e os Panteras, e profissionalizou-se a ponto de ser a banda "mais cara de Salvador", exibindo canções consagradas de artistas como, além de Elvis, Chuck Berry, Little Richard, Jerry Lee Lewis e Fats Domino e do conjunto britânico Beatles, que lhe deu uma nova visão do papel do rock como meio de transmitir as suas ideias; em 1966, num show no Cine Roma com público de duas mil pessoas, teve que voltar ao palco seis vezes;  em 1967 se casa, excursiona com Jerry Adriani pelo Nordeste e Rio de Janeiro, e no ano seguinte grava seu primeiro LP que, entretanto, resulta num fracasso e início das dificuldades financeiras que culminam com o final da banda, em 1969.
Em 1971 muda-se definitivamente da Bahia e inicia sua carreira de altos e baixos no sul do país.

#### “Raulseixismo”
A imensidão e originalidade do trabalho de Raul o fazia definir sua linha musical como “Raulseixismo”; de fato ele foi um artista performático, estudioso, que não hesitava em mesclar ritmos de diversos matizes com o rock que produzia, verdadeiramente multicultural.
Raul deixou um imenso legado de seguidores com sua morte em 1989, gerando um impacto cultural que resultou na produção de livros, histórias em quadrinhos, cordel, vídeos, e outras narrativas, como também na realização de tributos à sua memória, shows e passeatas, além de manifestações virtuais pela internet.

### Contracultura: Novos Baianos

Novos Baianos em dezembro de 1972

O grupo Novos Baianos foi iniciado por Luiz Galvão, Moraes Moreira, Paulinho Boca de Cantor e Baby Consuelo (hoje Baby do Brasil), surgindo na sequência do Tropicalismo e sob as influências do momento cultural do Movimento hippie, implementando uma nova estética musical marcada pela guitarra de Pepeu Gomes onde o rock se mesclava com estilos da música popular como o samba, havendo formado no Rio de Janeiro uma comunidade que se instalou num sítio que batizaram de Cantinho do Vovô; ali viviam com suas famílias e "agregados" onde, já em 1973, foram filmados em documentário por Solano Ribeiro para a televisão da Alemanha.
Apesar de viver o país o regime de exceção ditatorial, o grupo foi influenciado pelo movimento de contracultura que eclodira na Califórnia em 1967, onde se mesclavam com uma "leitura local", o "misticismo, uso de drogas, ligação com a natureza, coletivismo e criatividade"; apesar de o regime no período ter ampliado a repressão ao meio artístico, as canções experimentais acabavam incompreendidas pelos censores - muito embora os Novos Baianos não demonstrassem qualquer cunho ideológico em sua produção.
A despeito da falta de orientação política, o grupo foi preso ainda na Bahia por vadiagem, fato sobre o qual um delegado declarou: "A grossura vai continuar, pois vagabundo, que não tem profissão definida, sem dinheiro, sem fazer nada sem tomar banho e outras safadezas serão recolhidos ao xadrez, até que seja feita a necessária triagem, portanto a polícia não é obrigada a conhecer quem é artista, cantor ou ator de teatro"; o grupo então se instalou como uma comunidade na praia de Arembepe, vivendo de favores e sem qualquer fonte de renda; em 1971 mudam-se para o Rio, no sítio em Jacarepaguá onde o grupo cresce a tal ponto que os homens chegam a montar um time de futebol; a experiência comunitária durou de 1969 a 1979, quando então seus integrantes se dispersaram.

### Anos 1970: "paz, amor e Arembepe" e mais

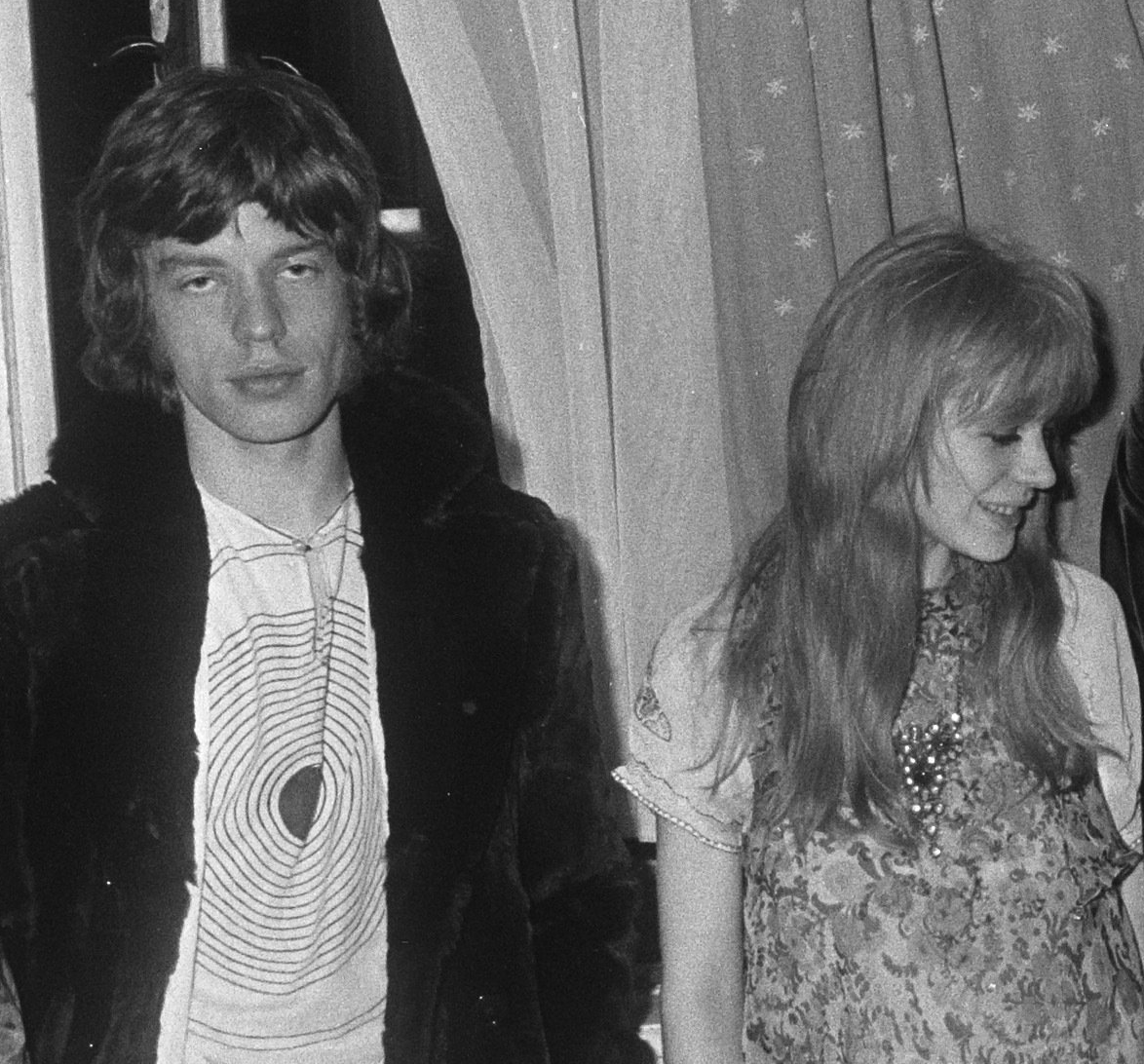
O casal Jagger e Faithfull foi dos primeiros astros a visitar Arembepe. Um festival alternativo de música acontece ali.

Arembepe, localizado no município de Camaçari, na década de 1970 era uma aldeia de pescadores que se tornou, nesta época, um dos "lugares mágicos do mundo" da geração hippie (ao lado de Machu Pichu, Goa e a própria capital baiana); por lá passaram astros da música rock ou do cinema mundial, como Janis Joplin, Mick Jagger, Roman Polanski ou Jack Nicholson.
Jagger foi um dos primeiros a passar uma temporada no lugar, junto à então namorada Marianne Faithfull e o filho desta, Nicholas, no começo do ano de 1968; Richard Gere teve uma breve passagem de apenas dois dias, em 1972, ao passo em que os cineastas Polanski e Jessel Buss, junto Nicholson, foram levados ao lugar por um carro oferecido pelo próprio governo do estado.
A aldeia de pescadores havia se transformado numa aldeia hippie e até uma pousada existe com bangalôs que imitam as barracas que estes montavam; durante o período de maior efervescência cultural, que coincidira com o retorno de Gilberto Gil e Caetano do exílio, muitos artistas da vanguarda musical passavam por Arembepe. Durante mais de cinco décadas a "Aldeia Hippie" de Arembepe é palco de um festival alternativo que em geral se dá na primeira lua cheia do ano, reunindo artistas locais e convidados, sendo um atrativo turístico importante para o litoral norte da Região Metropolitana.
O período chamado de "desbunde" viu ainda surgir no estado bandas como Os Cremes, Banda do Companheiro Mágico e também a Mar Revolto da qual fazia parte Carlinhos Brown.
O natural de Barra Guttemberg Guarabyra venceu o Festival Internacional da Canção 1967 com a canção "Margarida", e nos primeiros anos da década de 1970, junto aos cariocas Zé Rodrix e Luiz Carlos Sá, criaram aquilo que nomearam de "Rock Rural".

### Rockdos 80 e 90

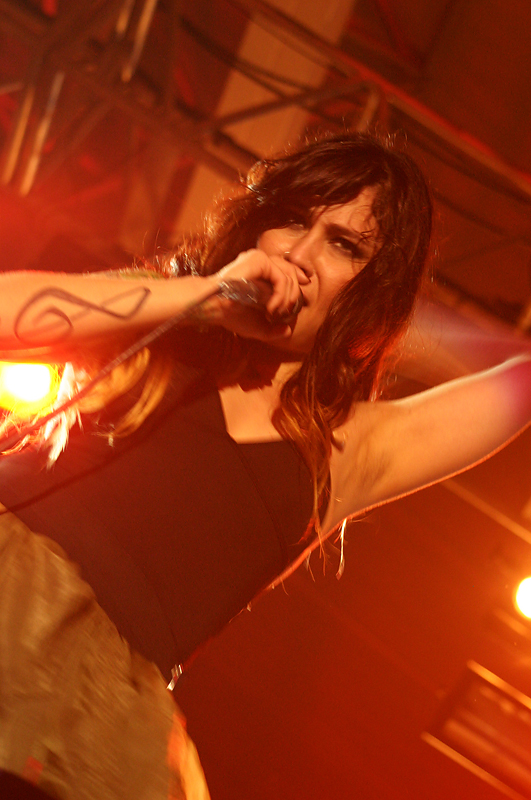
Pitty, revelação do rock baiano.

O principal nome da década de 1980 no cenário baiano foi o Camisa de Vênus, justamente o período em que o rock brasileiro teve sua maior popularidade; localmente várias bandas também tiveram seu espaço no Circo Relâmpago e Circo Troca de Segredos, como a  Gonorreia, Espírito de Porco, Trem Fantasma e Delirium Tremens, e mais tarde outros grupos como Elite Marginal, Diário Oficial, Ramal 12, Cravo Negro, Via Sacra e Faróis Acesos que participavam de coletâneas e tinham seus trabalhos divulgados numa emissora de rádio focada no gênero, algo inédito na mídia do estado.
A década de 1990 foi dominada pela axé music, impondo mais esta força contrária que dominava o cenário cultural, econômico e de mídia, no qual as bandas existentes e as novas passaram a competir; apesar disto surgiram neste período grupos de hardcore, funk metal, punk ou outros de som mais eclético ou mais indie como Lisergia, Dois Sapos e Meio, Bosta Rala, Catapulta, Zambotronic, Saci Tric, Arsene Lupin, Jupiterscope ou a Inkoma, que foi a origem da cantora Pitty — sobressaindo-se no cenário nacional Maria Bacana e Penélope.
Apesar de sua breve duração (1990-1994), a banda Slavery é considerada como uma precursora do death metal no Brasil; seu trabalho chegou a ser divulgado em diversos países.

### Rock no século XXI
O novo século não propiciou no cenário local uma grande reviravolta no rock baiano, ainda sobrevivendo de forma marginal, underground; muitas bandas surgem não somente na capital, como também no interior, onde muitos festivais ocorrem. Algumas se destacam neste "universo paralelo", como a Vivendo do Ócio e Maglore, em que os mais diversos estilos do rock sobrevivem "em ambiente quase inóspito".

## "A Bahia virou Jamaica": reggae na Bahia

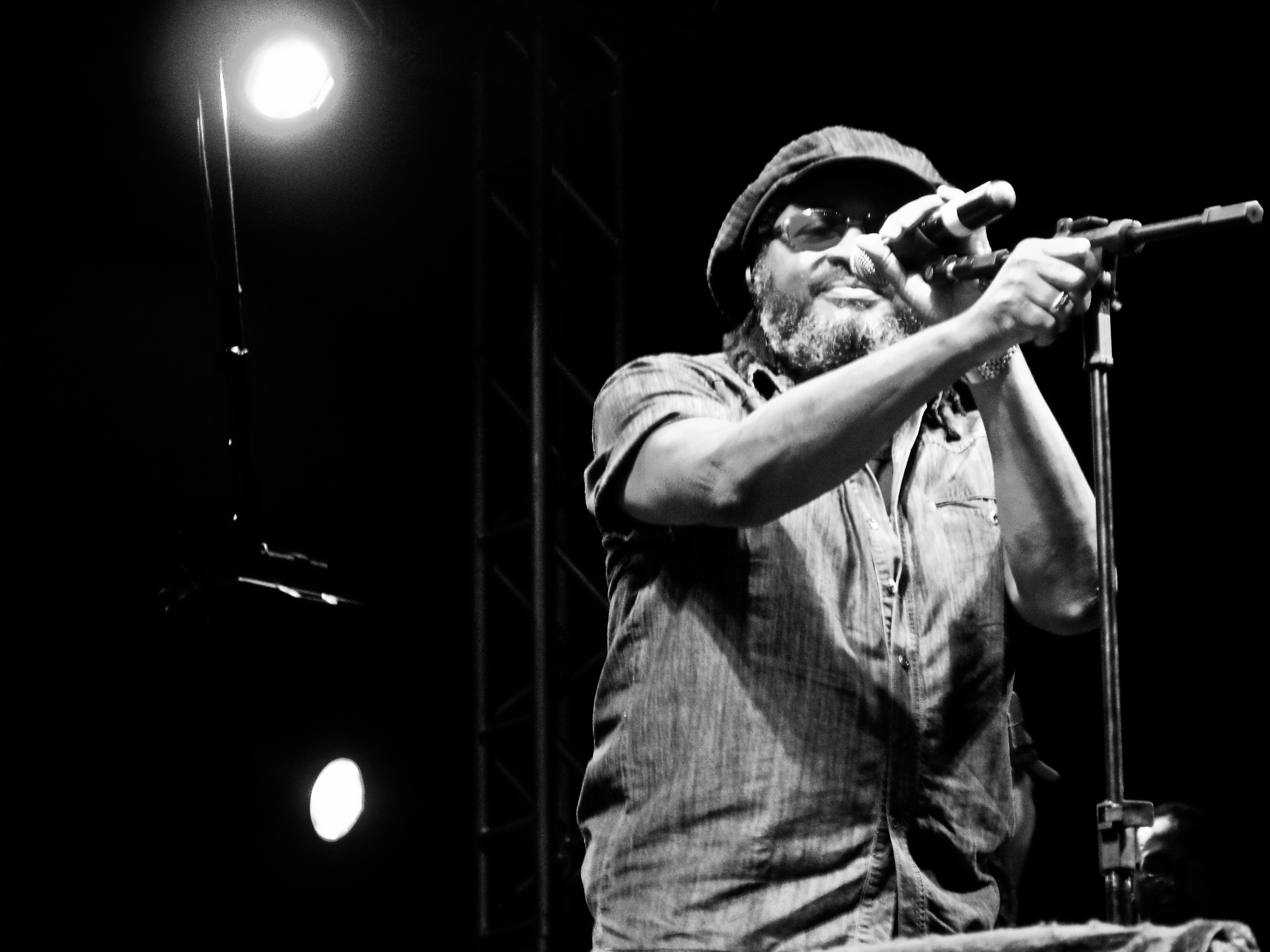
O cantor e compositor Edson Gomes, expoente do reggae na Bahia.

Já no final da década de 1970 o reggae começa a ser tocado em "bailes da periferia, feiras, reuniões e ensaios de blocos afro" de Salvador, coincidindo com o crescimento da consciência negra, a busca pelas raízes ancestrais da população tradicionalmente discriminada; estabeleceu-se, assim, uma "ponte musical" entre a Bahia e a Jamaica, trazendo desta última o ritmo e ideais rastafáris. Mantendo-se fiéis ao ritmo original surgiram cantores como Cristal, Dionorina e Edson Gomes.
Contribuiu para a consolidação do reggae na Bahia a presença do astro Jimmy Cliff; já em 1980 ele fez uma apresentação na Fonte Nova (parte da turnê que realizava no país) junto a Gilberto Gil; em 1990 esteve na capital baiana para participar do Festival de Música e Arte Olodum (Femadum) e, nos anos seguintes ele retornou: em 1991 assistiu a partidas do Bahia e do Vitória e vivenciou o carnaval de rua; em 1992 ele se apresentou junto ao Olodum, marcando ali a consagração do samba-reggae.  Essa parceria de Cliff com o Olodum abriu caminho para que outros astros internacionais também gravassem com o grupo, como Paul Simon e Michael Jackson; o jamaicano rapidamente se familiarizou com Salvador, tendo uma filha baiana – a também cantora e atriz Nabiyah Be. Nabiah nascera da união do astro do reggae com a psicóloga Sônia Gomes, apresentados por Margareth Menezes; antes de as duas se mudarem para Nova Iorque, em 2010, foram vizinhas de Daniela Mercury, que foi quem iniciou a garota no meio musical: seu último show na Bahia foi em agosto daquele ano, com o título de uma das canções mais famosas do pai: Rebel in Me.
Criada em 2009 a banda BaianaSystem ganhou, com seu terceiro álbum O Futuro Não Demora, o prêmio Grammy Latino em 2019, na categoria melhor álbum de Rock ou de Música Alternativa em Língua Portuguesa. Composta por Russo Passapusso, Roberto Barreto e Seko Bass, é considerada "um dos maiores fenômenos da música baiana dos últimos tempos". O mesmo adjetivo tem sido dado ao trio elétrico do grupo, o "Navio Pirata", que é "um fenômeno do Carnaval de Salvador" onde se apresenta desde 2014.

### A invenção do samba-reggae

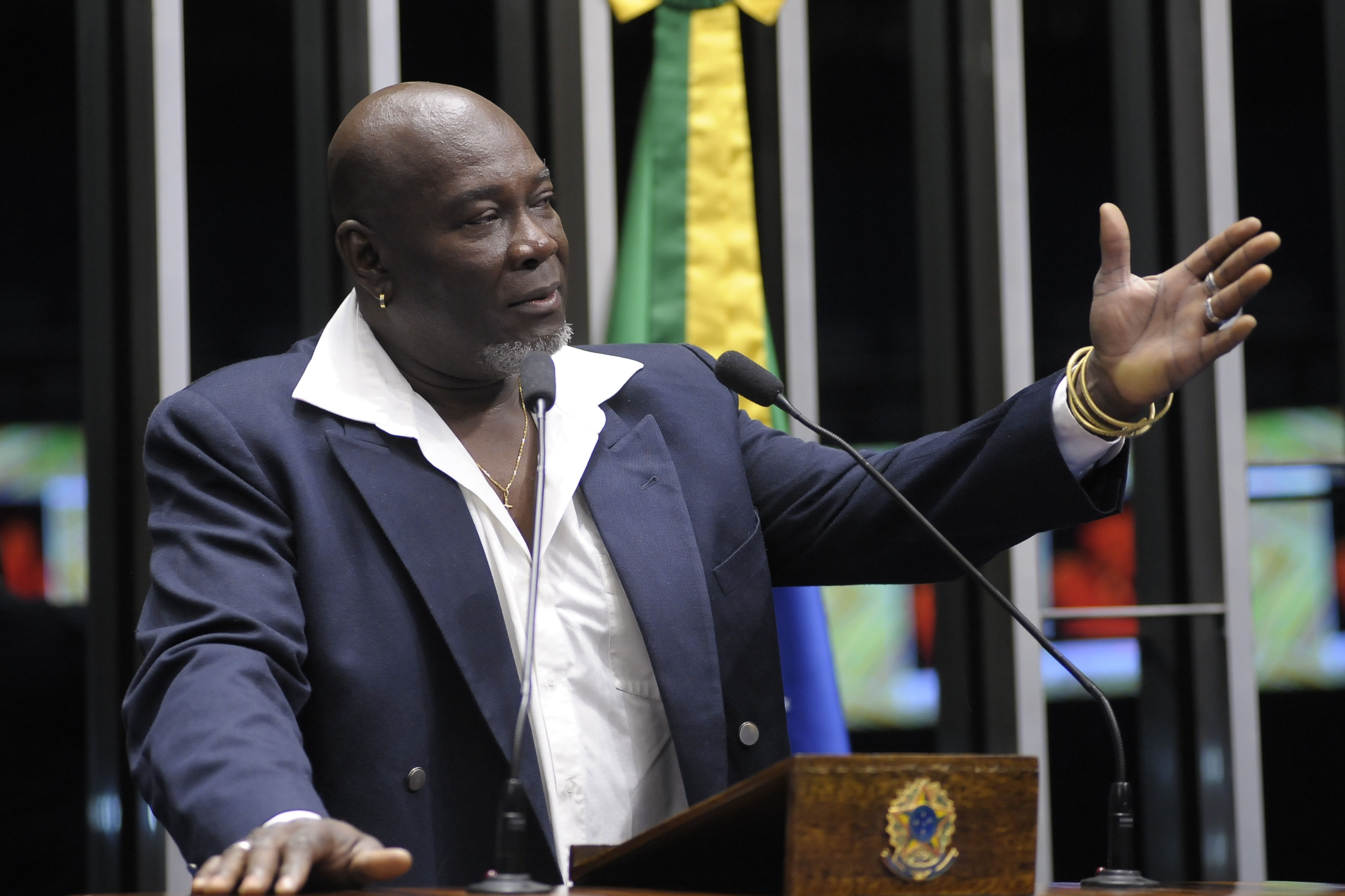
Lazzo Matumbi recebe homenagem, no Senado Federal em 2016.

Na segunda metade da década de 1980 ocorre uma verdadeira inovação musical quando o compositor Gerônimo mistura o ijexá com o reggae jamaicano, provocando uma repercussão que levou o jornal Folha de S.Paulo a publicar que "A Bahia virou Jamaica". Gerônimo, que frequentava os "guetos" negros da cidade (bairros como Liberdade ou Pelourinho), gravou em 1986 o hit "Macuxi Muita Onda" onde proclamava "Eu sou negão", e que se transformou num verdadeiro manifesto de africanidade; nela o compositor mesclou o ritmo do candomblé, do qual é adepto, com o som caribenho, resultando numa "poderosa diversidade rítmica" e foi o sucesso no verão de 1987.
Ao mesmo tempo, no Olodum desde 1986 a canção de Luciano Gomes dos Santos "Deuses, Cultura Egípcia, Olodum" traz a visão dos negros como os verdadeiros construtores das pirâmides e a música, que estreia no carnaval de 1987, passa a ser cantada por todos a ponto de os trios elétricos se verem forçados a incorporarem-na no repertório: assim o "samba-reggae" sai pela primeira vez dos guetos e conquista o cenário musical, e a estética negra ganha a visibilidade midiática pela primeira vez.
Lazzo Matumbi é considerado um dos criadores do samba-reggae, e seu disco de 1988 "Atrás do Pôr do Sol" trazia sucessos como "Me Abraça e Me Beija"; nas letras o cantor questiona o preconceito, em temas que permaneceram atuais com expressões como “acabar com a tristeza, com a pobreza e o apartheid" da canção "Abolição". Ele foi apresentado pelo cineasta e escritor André Luiz Oliveira ao cantor Jimmy Cliff, quando este morou por cerca de dez anos em Salvador, e passou a fazer a abertura dos shows do cantor jamaicano durante sua turnê de três anos pelo Brasil e Europa, incluindo o Rock in Rio de 1991; Cliff participou do backing vocal da gravação que este cantor realizou junto a Margareth Menezes do clipe de "Me Abraça e Me Beija".

## "Explosão do Axé"
O entendimento comum é de que o axé surgiu da mescla ocorrida entre o frevo originário de Pernambuco, a guitarra baiana e os tambores africanos prevalece; estes últimos resultam do legado das religiões de origem africana, com seus Orixás. O termo axé music, entretanto, guarda origem pejorativa, havendo sido utilizada a primeira vez pelo jornalista do sul Hagamenon Brito para rotular a música que surgia na Bahia no final da década de 1980. Também o rótulo dado a esse tipo de música que tornou-se sucesso internacional – "música baiana" – procurava regionalizar algo que transcendia a compreensão do resto do país (não se fala no período, por exemplo, em "música mineira", "carioca" ou "paulista"); ao lado disto era tachada como "música de péssima qualidade".

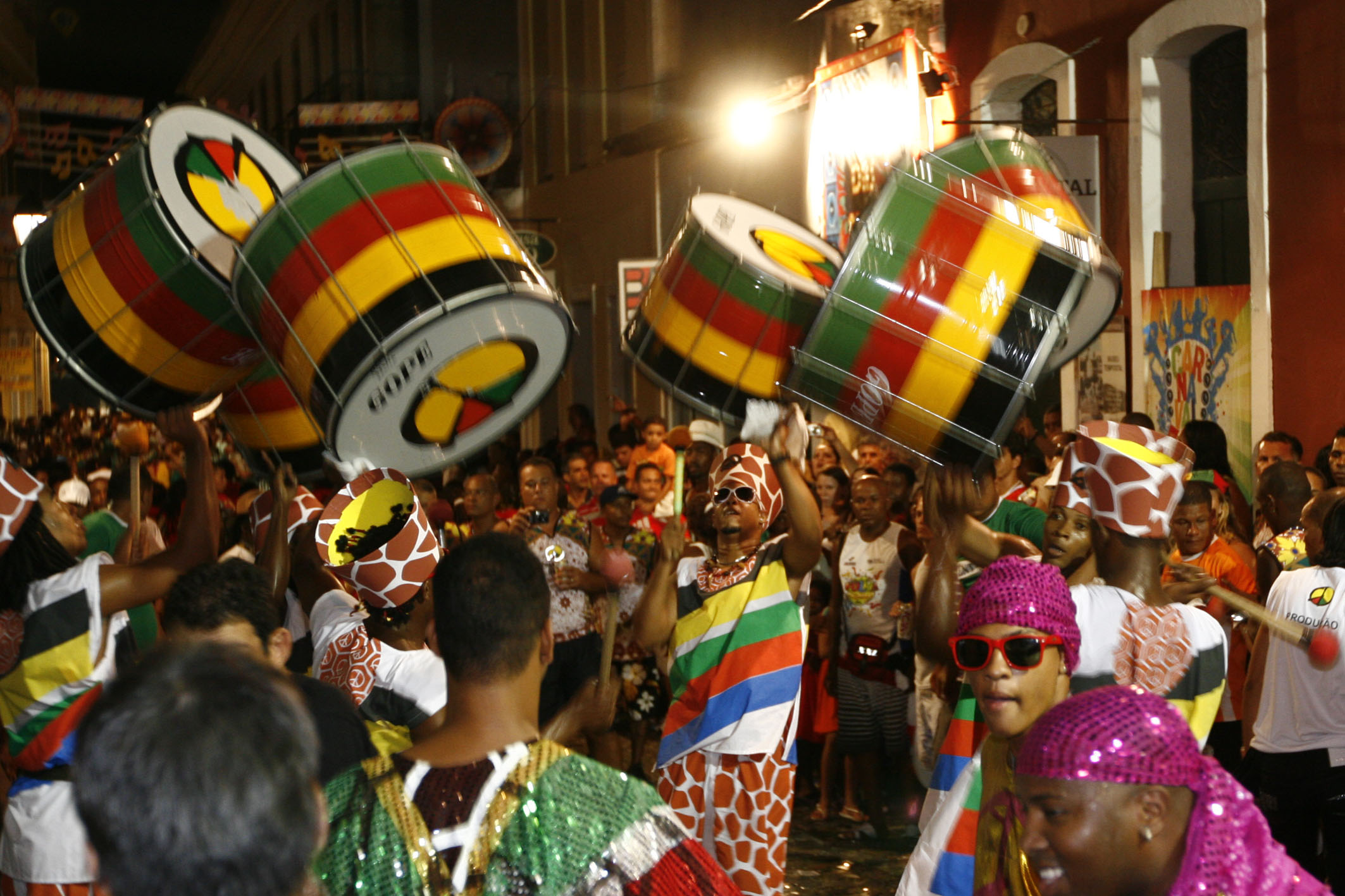
Grupo Olodum deu fama mundial à "música do gueto" de Salvador.

Contribuíram para o sucesso do ritmo além das fronteiras do estado dois fatores: a gravação junto a artistas estrangeiros, como o grupo Olodum que gravou com Paul Simon em seu álbum The Rhythm of the Saints ou Margareth Menezes que cantou com David Byrne; além disto recordes de vendas foram alcançados, como o de Carlinhos Brown e sua banda Acordes Verdes que venderam em um ano três milhões de CDs, e Daniela Mercury em 1993 com a venda de 1,2 milhão de cópias superando o cantor de maior vendagem da época, Roberto Carlos.
O axé, para além de ser um gênero, é todo um movimento musical que demonstra o resultado da fusão do samba-reggae, do ijexá do candomblé e da batucada dos blocos-afro com as bandas de trio elétrico, constituindo um grande polo criativo; encontram um mercado consumidor no próprio estado, e na própria Bahia se tornam sucesso de vendagem; teve seu marco inicial com a canção "Fricote", de Luiz Caldas e Paulinho Camafeu (uma mistura do ijexá com o frevo elétrico).
A produção musical se incrementa com a instalação, por Wesley Rangel, do "estúdio WR"; embora os maiores músicos tenham sido levados ao restante do país por grandes gravadoras, praticamente todos tiveram passagem ali; toda uma produção gravita em torno do ritmo a ponto de se falar na existência de uma "indústria do axé".
Além de Caldas e Mercury, despontam para o resto do país Sarajane, Gerônimo, Chiclete com Banana, Marcia Freire,  levando aos brasileiros a dança sensual e a música ruidosa que "enchem os olhos e os ouvidos" do país, ocupando espaço nos programas de televisão.
Do Ara Ketu e Olodum que vieram dos blocos afro e dos guetos, a Bandamel e Ivete Sangalo, a música se tornou o grande produto cultural de Salvador e da Bahia e até mesmo um referencial turístico, a ponto de deixar de ser a "boa terra" para ser a "terra do axé". Ivete teve, em 2017, o refrão de seu sucesso de 2002 "Festa", composta por Anderson Cunha, escolhido como o melhor refrão do século XXI por um júri especializado da revista Billboard; segundo Rick Bonadio, o diferencial da letra é que ela é atemporal.

## Música folclórica, samba e cantoria

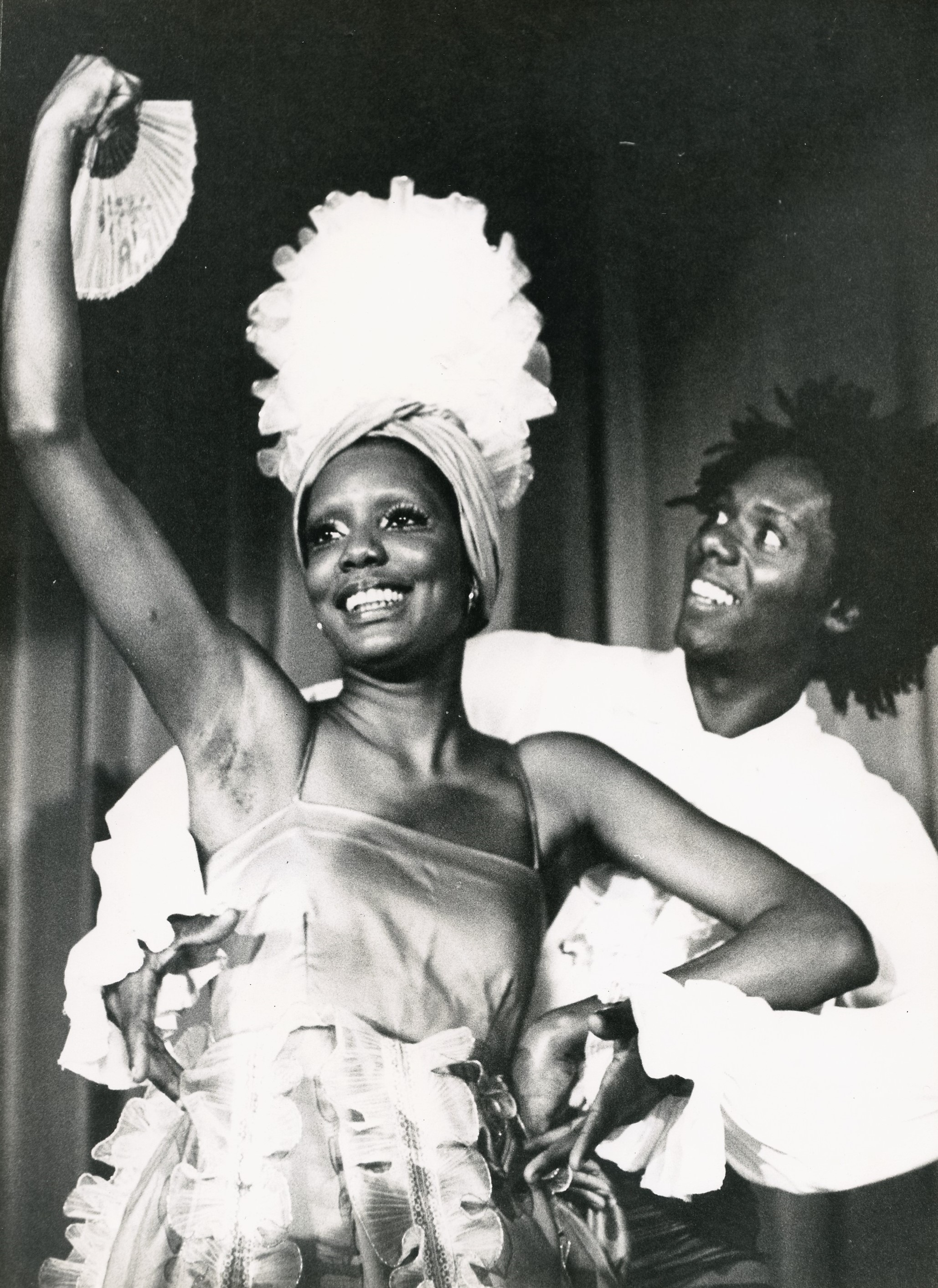
Show "Furacões da Bahia", 1972

Dentre as danças com origens no folclore baiano, o maculelê surgiu da influência africana e indígena nas fazendas de cana-de-açúcar do Recôncavo e acabou se espalhando para outras regiões, onde mesclou elementos de outras origens; entretanto, permanece com a mesma com base no mito do "Maculelê", personagem que morre e ressuscita, enquanto os participantes cantam e dançam, batendo na terra bastões ou facões, reencenando seu drama.
No começo da década de 1970 o show folclórico "Furacões da Bahia" reuniu em casas de espetáculo como o Canecão vários artistas a mostrar a música e dança típicas do estado.
A banda Os Tincoãs de Cachoeira (Bahia) revolucionou a música brasileira ao criar harmonias vocais para cantos de religiões afro e sambas de roda.  A partir desta experiência o trio renovou seu repertório e mergulhou na cultura do Candomblé e seus terreiros, rodas de capoeira e de samba e tudo mais que fizesse alusão aos antepassados e raízes africanas. Nascia ali mais uma expressão musical que daria novos contornos para a música religiosa afro-brasileira e consequentemente para a música popular brasileira. Contrariando muitos dos críticos que teimavam em dizer que após a chamada era dos festivais a MPB estava fadada ao fracasso, Os Tincoãs lançaram em 1973 um disco homônimo que chamou a atenção de todos. Com arranjos delicados, um violão, instrumentos de percussão e uma harmonia vocal repleta de doçura, o trio cantou para os Orixás: Iansã, Obaluaê, Iemanjá, todos eles estavam reunidos em um álbum que marcou época para a MPB.
Compondo uma exposição permanente no Solar Ferrão, a coleção de instrumentos da pesquisadora Emilia Biancardi é composta de mais de mil instrumentos; embora nascida na capital, foi na cidade de Vitória da Conquista que Biancardi passou parte da infância e adolescência e teve contato com a música popular; fundou em 1962 o grupo parafolclórico "Viva Bahia", primeiro e mais importante nesta área no país, que promoveu o resgate da música afro-baiana; em 1968 a professora criou uma "Orquestra Afro-Brasileira", onde os instrumentos populares e outros criados por ela e seus alunos se incorporavam aos tradicionais; também compôs peças para balé e teatro incorporando as músicas folclóricas urbanas e rurais da Bahia.

### Sambistas da Bahia
O batuque e o samba, na Bahia, se misturam nas origens; ao contrário de outros lugares para onde o ritmo foi levado, o estado apresenta nuances que remontam às suas origens e que se diferem conforme o lugar onde ele é praticado; assim, o pesquisador Edison Carneiro identificou na roda de samba variantes que iam conforme o bairro da capital onde ocorria, sendo a "umbigada" uma forma genérica; varia das formas mais simples (com palmas e canto) a mais elaboradas como a chula de Santo Amaro — formas que coexistem e se recriam; em Mar Grande, na ilha de Itaparica, ele registrou uma grande variedade de formas de samba; já Cláudio Tavares salientou a importância do pandeiro no samba-de-roda: embora isso seja fundamental no Recôncavo, em Salvador o elemento essencial passa a ser o atabaque; fato é que na Bahia o samba encontra várias denominações, instrumental e variações — tal como "samba-valentão" também chamado de "samba-de-rojão", de influência sertaneja, segundo Tavares.

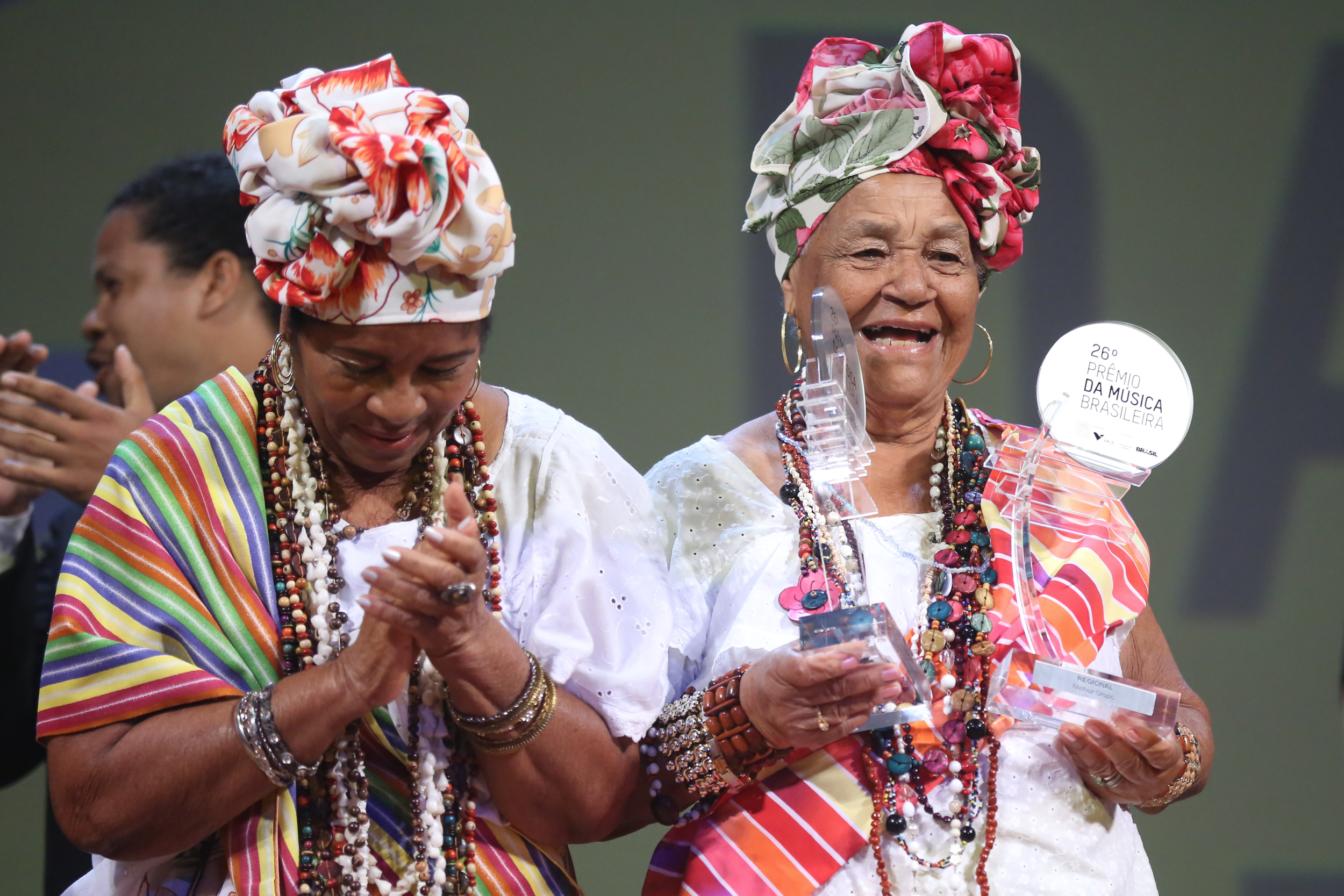
Ganhadeiras de Itapuã venceram na 26ª edição do Prêmio da Música Brasileira.

A capital produziu três grandes "malandros" do samba: Riachão, Batatinha e Martinho da Cuíca. Riachão foi, no dizer do historiador Cid Teixeira, “o samba transformado em gente”; suas músicas retratavam com ironia o cotidiano e a Bahia era o seu tema principal, exposta em composições como "Cada Macaco no seu Galho" ou "Vá Morar com o Diabo", gravada por Cássia Eller. Batatinha por sua vez ganhou projeção nacional ao ser gravado por Jamelão e por integrar a trilha sonora do filme de Gláuber Rocha, Barravento; mas a maior intérprete de seus sambas foi mesmo Maria Bethânia, que declarou sobre ele: “Gosto de Batatinha, como gosto da luz da lua, do som do tamborim, do samba em tom menor, das coisas tristes e simples. Batatinha pra mim, é uma pessoa rara, um artista.” Martinho da Cuíca trazia o visual em que usava um chapéu de palha, e no dizer do cineasta Pedro Abib: "Martinho 'morava no sapato', pois aparecia assim do nada, onde quer que houvesse uma roda de samba na cidade. Sua cuíca roncava bonito e ele impressionava quando resolvia interpretar belos sambas com a elegância que lhe era peculiar". Tão importante foi essa geração de sambistas que quando esteve na Bahia Paulinho da Viola voltou ao Rio de Janeiro impressionado; no Pelourinho encontrou com Riachão, Batatinha, Edil Pacheco, Panela, Ederaldo Gentil, Tião Motorista e Walmir Lima; após isso a PolyGram montou um estúdio no Vila Velha e gravou o álbum Samba da Bahia.
Além desses também figura no samba de roda Firmino de Itapoan, autor do sucesso "Boa noite pra quem é de boa noite", lançou seu primeiro disco na década de 1960 e ao longo da vida mais outros cinco álbuns, que lhe renderam a venda de mais de 300 mil unidades; em 2011, comemorando os cinquenta anos de carreira, foi agraciado com a "Medalha Zumbi dos Palmares" da Câmara Municipal de Salvador. De Feira de Santana é o Zé Pretinho da Bahia, autor de muitos sucessos dentre os quais o mais conhecido "Campeão dos Campeões", em homenagem ao time do Bahia, gravada pelos Novos Baianos.
As Ganhadeiras de Itapuã, grupo feminino formado por mulheres que lavava roupa "de ganho" no bairro soteropolitano de Itapuã foi o vencedor em música regional do Prêmio da Música Brasileira de 2015; composto ainda por músicos e crianças, tiveram seu álbum de estreia lançado em 2014, contendo cantigas e samba.

### Cantadores

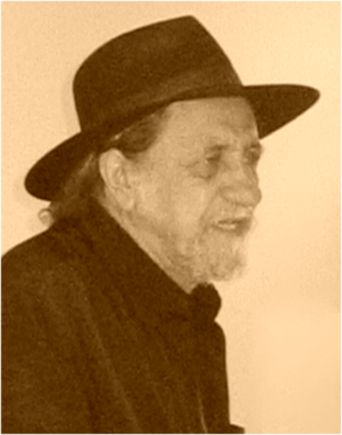
Elomar, o "trovador do sertão"

Sem um estilo definido que o possa enquadrar numa corrente musical, Elomar, o "Trovador do Sertão", vindo das margens do Rio Gavião na região de Vitória da Conquista, traz influências ancestrais desde os antigos menestréis do medievo aos cantadores das feiras-livres; é, no dizer de Vinícius de Moraes, "um príncipe da caatinga, que o mantém desidratado como um couro bem curtido".
No repente destaca-se a figura do poeta e músico Bule-Bule, nascido em Antônio Cardoso, e "considerado um legítimo defensor de gêneros musicais nordestinos, como das chulas do sertão, cocos, martelos, agalopados, xote, marche de pé-de-serra", que o fizeram em 2008 receber a medalha da Ordem do Mérito Cultural e em 2017 ser um dos homenageados da Bienal Internacional do Livro do Ceará.
Embora nascido em Itapebi, extremo-sul do estado, foi em Conquista que Xangai conheceu Elomar e foi por ele influenciado ("somos bodes do mesmo chiqueiro, galos do mesmo terreiro", como declarou); violeiro, inspirado nas cantigas populares, sua produção artística dá "voz a um povo desamparado, mas que melhor representa a alma do verdadeiro brasileiro", no dizer de Diego Ponce de Leon.
De Bom Jesus da Lapa saiu Zeca Bahia, autor junto a Clodo Ferreira do sucesso "Ave Coração" em 1979, gravada originalmente por Fagner, e que teve sua versão para o espanhol feita pelo escritor Ferreira Gullar; outro trabalho seu conhecido foi "Porto Solidão" gravada pelo cantor Jessé.
O grupo Sertanília, procura realizar o resgate das canções sertanejas do estado, bem como de outras áreas sertanejas do nordeste, gravando ainda composições de Anderson Cunha, um dos componentes do grupo, e ainda de autores como Lenine, Elomar e Antônio Nóbrega.

## Vanguarda musical na Bahia
A Escola de Música da UFBA (Emus), criada em 1954 (a primeira do Brasil de nível superior), que ao longo dos anos trouxe à capital baiana expoentes da música de vanguarda como  Ernst Widmer e Walter Smetak (da Suíça), Horst Schwebel(Alemanha) ou Piero Bastianelli (Itália), realiza até o presente os "Seminários Internacionais"; a Emus reuniu ao longo dos anos além dos já citados, nomes como Milton Gomes, Lindembergue Cardoso, Fernando Cerqueira, Jamary Oliveira, Paulo Costa Lima, Wellington Gomes e Tuzé de Abreu entre vários outros.

## Música religiosa e "gospel"

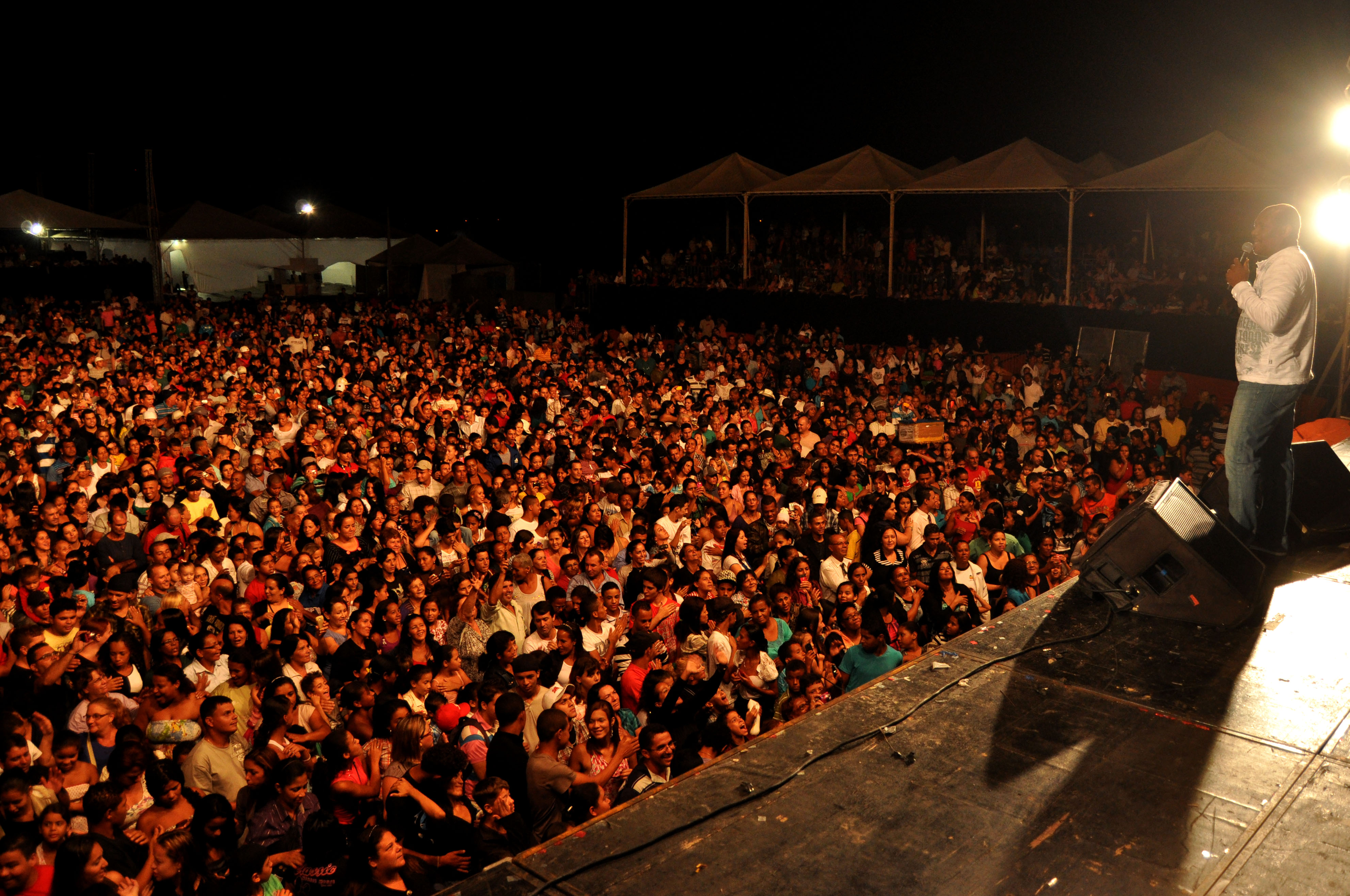
Show do Irmão Lázaro, em 2012.

A partir de meados da década de 1990 o ritmo axé viu surgir o "axé gospel", como forma de atrair a juventude e, segundo o pastor Lázaro, ele próprio oriundo da música carnavalesca, o ritmo surgiu por conta da mudança das gerações. O ritmo que até então era classificado como "do diabo", onde "os tambores representam o candomblé e não podem ser usados para adorar a Deus", precisou vencer muitas resistências para se firmar como música cristã.
Vários artistas baianos passaram a se dedicar à música gospel. Foi o caso, por exemplo, de Paulinho Makuko que, saindo do rock, veio a integrar em 1988 a banda  paulistaKatsbarnea, de rock cristão. Em 2014 a banda gravou seu primeiro DVD na Bahia. Também a cantora Nara Costa deixou o arrocha para o gospel, após se tornar evangélica. Mesmo caminho tomou Lázaro que, tendo começado no Olodum, passou a dedicar-se à música cristã contemporânea. Também vindo do axé do qual foi pioneiro, Cid Guerreiro foi outro artista que fez a mudança de estilo.
Um dos artistas baianos de música cristã que fez grande sucesso foi Pedro Henrique, vocalista da banda Sing Out, que causou grande comoção ao morrer durante um show, em 2023. Artistas como Sofia Cardoso lançaram-se no ritmo fora do estado em que nasceram.
O festival "Canta Bahia" de música evangélica (gospel) ocorre desde o ano 2022, com apoio do governo estadual e com edições na capital, Feira de Santana e Camaçari, tendo por "objetivo fomentar a cultura gospel (evangélica) na Bahia, através da música, dança, apresentações artísticas, dentre outras expressões culturais que, de fato, representem o segmento". Na cidade de Camaçari a edição de 2023 contou com a participação dos artistas locais Walkiria Nunes, Marcos Semeadores e Eric Carvalho, além de outros nacionais.

## A Bahia retratada em músicas

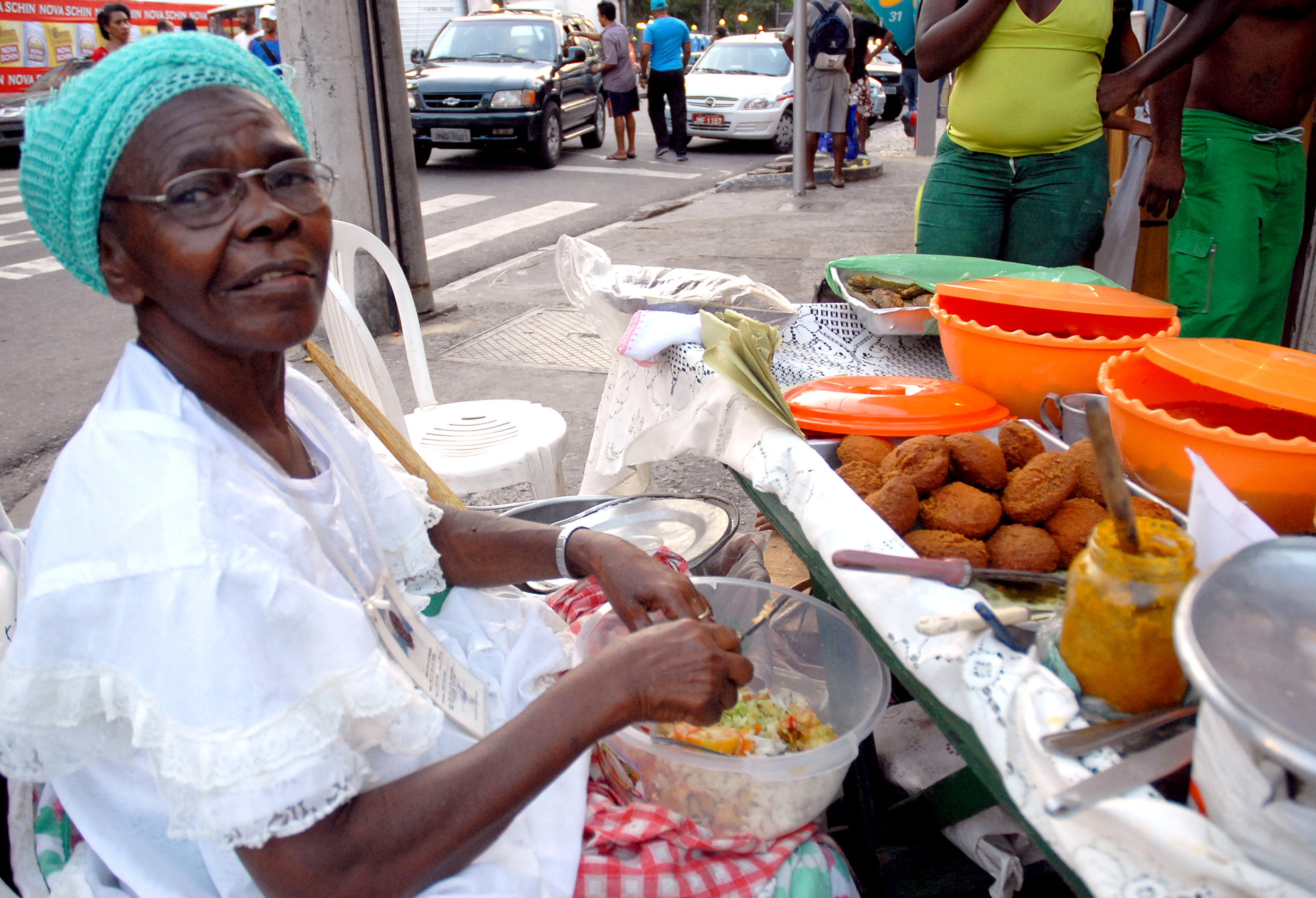
NO TABULEIRO DA BAIANA (1936).ogg"No Tabuleiro da Baiana" (1936)

"Cantada por baianos e não-baianos, a Bahia ocupa um lugar idílico na música brasileira", como afirmou matéria sobre o tema. A Bahia é "dos estados mais sonoros do país, tem na sua musicalidade uma das maiores expressões da sua cultura", no dizer de Tatiane Sacramento; assim, diversas canções homenageiam o estado, especialmente sua capital, bem como outras cidades da unidade federativa.
Dorival Caymmi ficou reconhecido como o cantor da "baianidade", mas "antes do surgimento de Caymmi, o repertório musical brasileiro já se encontrava impregnado de referências à Bahia e aos baianos(as)" especialmente "certas qualidades das mulheres baianas", como registrou o pesquisador Rinaldo Leite.
Essa presença da Bahia e dos baianos nas letras das músicas se explica, em grande parte, pela existência "massiva de baianos migrados para o Rio de Janeiro, atraídos pelo processo de desenvolvimento urbano e econômico da então capital federal", onde "as grandes casas de espetáculo, boates, cassinos, gravadoras, estações de rádios etc.", no dizer de Rita Amaral e Vagner Gonçalves da Silva, concluindo que "As circularidades culturais entre a Bahia e o Rio de Janeiro se intensificaram ao longo das décadas".

### Primórdios da gravação no país
Do período inicial das gravações no país tem-se a música "Anjos Baianos" (entre 1904-1907), dos santo-amarenses José de Sousa Aragão e Tito Lívio, e cantada por Mário Pinheiro.
O período em que ocorreu a consolidação do samba no Rio de Janeiro foi também de disputa entre cariocas e baianos, através da música: o Rio "foi o palco onde ele se desenvolveu, fincou raízes, porém foram os baianos que, ao se dirigirem para lá, plantaram a semente, trazendo o ritmo da Bahia e, como o solo era fértil, suas raízes cresceram e se desenvolveram", no registro Lisboa Jr. Assim é que Sinhô deu início às provocações com o samba de 1918 "Quem São Eles?", onde diz - "A Bahia é boa terra / Ela lá e eu aqui, iaiá", curiosamente gravada por Baiano; na voz de Francisco Alves dois anos depois ele voltou a provocar com "Fala, meu Louro", onde satirizava Ruy Barbosa que com seu "bico dourado" conseguia "embrulhar o carioca", menção à oratória do ex-senador baiano que perdera a eleição presidencial de 1919: "A Bahia não dá mais coco / Pra botar na tapioca / Pra fazer um bom mingau / Para embrulhar o carioca". A provocação rendeu respostas, primeiro com Hilário Jovino Ferreira com o poema "Entregue o Samba a seus Donos" (onde se lê: "Falsos filhos da Bahia/ Que nunca pisaram lá / Que não comeram pimenta / Na moqueca e vatapá"), depois com o próprio Baiano com "Macaco Olha o teu Rabo", um samba que provocou constrangimento nos cariocas e mais respostas provocativas; o maxixe do baiano Duque com Sebastião Cirino "Cristo Nasceu na Bahia" para uma peça de revista da Companhia Negra de Revistas em 1926, e gravada por Arthur Castro, fez tanto sucesso que mereceu uma "resposta" - "Cristo Não É Baiano", de "Juquinha" - curiosamente gravada também por Arthur Castro; a disputa durou até 1927 com a última réplica de Sinhô que morreu pouco depois, em 1930. Antes, entretanto, em 1926, ele já havia em “Cais Dourado”, gravado por Mário Reis, em que a Bahia "também surge com seu valor exaltado", ao lado do carioca.
Em 1936 o compositor mineiro Ary Barroso registrou a canção "No Tabuleiro da Baiana", gravada por Carmem Miranda e Luís Barbosa. Em 1938 ele lança "Na Baixa do Sapateiro" com a estrofe em que canta a saudade que o estado provoca: “Ai Bahia, Bahia que não me sai do pensamento”. A Bahia foi uma temática também na obra de Humberto Porto e em "Pé de Manjericão" de 1942 faz sua última menção à terra natal ("Na Bahia tem / Oi sinhô / Negro nagô / Oi sinhô / Azeite de dendê / Oi sinhô / Feitiço pra você"), gravada pelo "Quarteto de Bronze". Carmem também gravou várias canções a falar da Bahia, como "Etc", de Assis Valente, em 1933, que diz: "Bahia, que é terra do meu samba / Quem nasce na Bahia é bamba, é bamba, / Bahia, terra do poeta, / Terra do doutor e “etecetra”."

### Caymmi, a "baianidade" nas letras

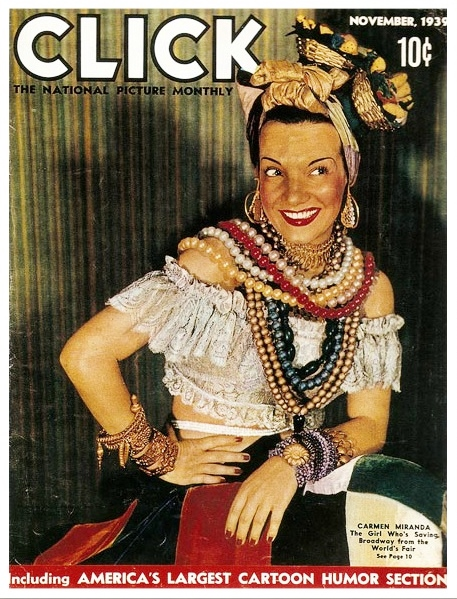
Carmen Miranda “tornou a baiana internacional”, estilizada a partir do filme Banana da Terra, de 1939

A Bahia teve seu maior intérprete em Dorival Caymmi, que era conhecido como o “cantor das graças da Bahia”; eternizou a terra natal nos versos de várias canções como "Você Já Foi à Bahia?" (canção de 1940 que deu o título no Brasil ao filme da Disney, The Three Caballeros de 1944), "Adalgisa" (um samba-de-roda que foi lançado em 1967 e gravado pelo Quarteto em Cy), "O que é que a baiana tem" e "A Preta do Acarajé" (1939), com participação de Carmen Miranda ambas foram lançadas no mesmo disco e traziam um rótulo comum nas décadas de 1930 e 1940 da produção de Caymmi: "cenas típicas baianas";também dele "Itapoã" (1972), "Afoxé" (1985) e "Dora" (1945) foram outras canções que falam do estado; "Vatapá" (1942) e "Lá Vem a Baiana" (1947), além da clássica "O que é que a baiana tem", "são conhecidas composições de Dorival Caymmi que ajudaram a construir uma certa imagem da Bahia para o Brasil e o mundo", no dizer de Rinaldo Leite. Seu primeiro sucesso a falar da terra natal foi “A Bahia Também Dá”, de 1936, que ganhou o primeiro lugar num concurso de marchinhas promovido pela Rádio Comercial, e sua letra foi como "uma provocação carnavalesca à supremacia desse gênero musical tipicamente carioca, mostrando que não era só no Rio de Janeiro que a batucada era animada".

## Festivais e premiações
- Festival da Aldeia, rock e alternativo, realizado na aldeia hippie de Arembepe desde início da década de 1970.[67]
- Desde 2015 a prefeitura de Salvador realiza o Prêmio Caymmi de Música, destinado a reconhecer os artistas que mais se destacaram no biênio entre sua escolha e a data da premiação; sua edição de 2017 prestou homenagem aos cinquenta anos do Tropicalismo.[129]

Outros festivais e premiações
- Festival de Inverno Bahia
- Festival de Verão Salvador
- Troféu Bahia Folia

## Representações na cultura
Os seguintes documentários tratam da música baiana:
- Samba Riachão, de 2001, que "celebra e explica a música da Bahia".[130]
- Waldick, Sempre no Meu Coração, de 2008, feito por Patricia Pillar.
- Raul - O Início, o Fim e o Meio, de 2012, conta a vida de Raul Seixas.
- Axé – Canto do Povo de um Lugar, de 2017, retrata a revolução musical do "axé".
- Neojiba - Música que Transforma, de 2020, mostra a experiência com as orquestras juvenis.[131]

### Livros sobre a música baiana
Algumas das obras que falam da música baiana:
- Breviário da Bahia, Afrânio Peixoto (2ª ed. Rio de Janeiro: Agir, 1946)[11]
- Cancioneiro da Bahia, Dorival Caymmi (Livraria Martins, 1967)
- A Música na Cidade do Salvador, 1549-1900, Hebe Machado Brasil (Salvador: Prefeitura Municipal de Salvador, 1969)
- História da Música Brasileira: dos primórdios ao início do século XX, B. Kiefer (Editora Movimento, 1976)
- Ernst Widmer e o ensino de composição musical na Bahia, Paulo Costa Lima (COPENE, 1999)
- Compositores e Intérpretes Baianos: de Xisto Bahia a Dorival Caymmi, Luiz Américo Lisboa Júnior (Via Litterarum/Editus, Ilhéus, 2006).
- Guia da Música Popular da Bahia, Zé Ricardo Machado (2018, 302 pág.)
- Rock Baiano - História de uma Cultura Subterrânea, Ednilson Sacramento (audiolivro e PDF, 2014).[132]
- Novos Baianos: a história do grupo que mudou a MPB, Luiz Galvão (Editora Lazuli LTDA, 2016, 336 pág.)
- The Berimbau: Soul of Brazilian Music, Eric A. Galm (Univ. Press of Mississippi, 2010)
- A Trama dos Tambores: a música afro-pop de Salvador, Goli Guerreiro (editora 34, 2000)